# 1922
1922 (MCMXXII) byl rok, který dle gregoriánského kalendáře započal nedělí.

## Události

### Československo
- 1. ledna vznikla Velká Praha: ku Praze byly připojeny např. Smíchov, Nusle, Košíře, Karlín, Liboc, Vokovice, Dejvice, Břevnov, Královské Vinohrady, Žižkov, …
- 8. září byl založen fotbalový klub FC Baník Ostrava, původní název zněl SK Slezská Ostrava
- 7. října – Prezident republiky Tomáš Garrigue Masaryk jmenoval 6. československou (1. Švehlovu) vládu

### Svět
- 6. února – Novým papežem byl zvolen Pius XI., který funkci vykonával do roku 1939.
- 28. února – Egypt vyhlásil nezávislost.
- 16. dubna – Rapallskou smlouvou Německo obnovilo diplomatické vztahy s Ruskem.
- 19. května – Vznik Všesvazové pionýrské organizace V. I. Lenina.
- 30. května – Ve Washingtonu byl slavnostně odhalen Lincolnův památník.
- 24. června – Teroristická skupina Organisation Consul spáchala atentát na německého ministra zahraničí Walthera Rathenaua. V následujících dnech proběhly po Německu milionové demonstrace.
- 26. června – Po smrti monackého knížete Alberta I. jej ve funkci střídá jeho syn Ludvík II.
- 11. srpna – Německý prezident Friedrich Ebert přijal píseň Das Lied der Deutschen jako německou hymnu.
- 3. září – Nedaleko italského města Monza byl otevřen motoristický okruh Autodromo Nazionale Monza.
- 11. října – Řecko-turecká válka končí výhrou Turecka.
- 17. října byla založena Mezinárodní železniční unie.
- 28. října – Státním převratem v Itálii, tzv. Pochodem na Řím, se k moci dostala Národní fašistická strana vedená Benitem Mussolinim.
- 1. listopadu byla formálně zrušena Osmanská říše
- 20. listopadu – Byla zahájena mírová konference v Lausanne, jejímž cílem bylo dokončit mírová jednání mezi Řeckem a Tureckem.
- 22. listopadu
  - V Německu skončila druhá vláda Josepha Wirtha a byla jmenována nová vláda Wilhelma Cuna.
  - Byla otevřena hrobka faraona Tutanchamona v Egyptě.
- 6. prosince – Irsko vyhlásilo nezávislost na Spojeném království.
- 30. prosince vznikl Sovětský svaz (rozpad 1991)
- Založení anarchistické Mezinárodní asociace pracujících

### Probíhající události
- 1919–1922 – Řecko-turecká válka

## Vědy a umění
- 11. ledna – Kanadský lékař Frederick Banting objevil léčebné účinky inzulinu.
- Literární skupina vydala manifest
- založena British Broadcasting Company
- založen Orientální ústav v Praze
- První rozhlasová stanice v SSSR o výkonu 12 kW.
- První rozhlasové vysílání v Praze a Brně pro potřeby poštovní správy.
- 2. října – V Hukvaldech dokončil Janáček partituru 2. jednání opery Příhody lišky Bystroušky
- 23. listopadu – Anglický archeolog a egyptolog Howard Carter pokračoval v odkrývání Tutanchamonovy hrobky v Údolí králů v Luxoru. V druhé komnatě objevil zlatou masku.

### Knihy
- James Joyce – Odysseus
- Eduard Bass – Klapzubova jedenáctka
- Franz Kafka – Zámek
- Karel Čapek – Továrna na absolutno
- Thomas Stearns Eliot – Pustá země
- Stephen King – 1922

## Nobelova cena
- Nobelova cena za fyziku – Niels Bohr (Dánsko) za zásluhy o výzkum struktury atomu a atomového záření
- Nobelova cena za fyziologii a lékařství – nebyla v tomto roce udělena
- Nobelova cena za chemii – Frederick Soddy za práci ve výzkumu radioaktivity a Francis William Aston – výzkum izotopů
- Nobelova cena za literaturu – Jacinto Benavente (Španělsko)
- Nobelova cena za mír – Fridtjof Nansen (Norsko) – polární výzkumník, oceánograf a diplomat

## Narození

### Česko

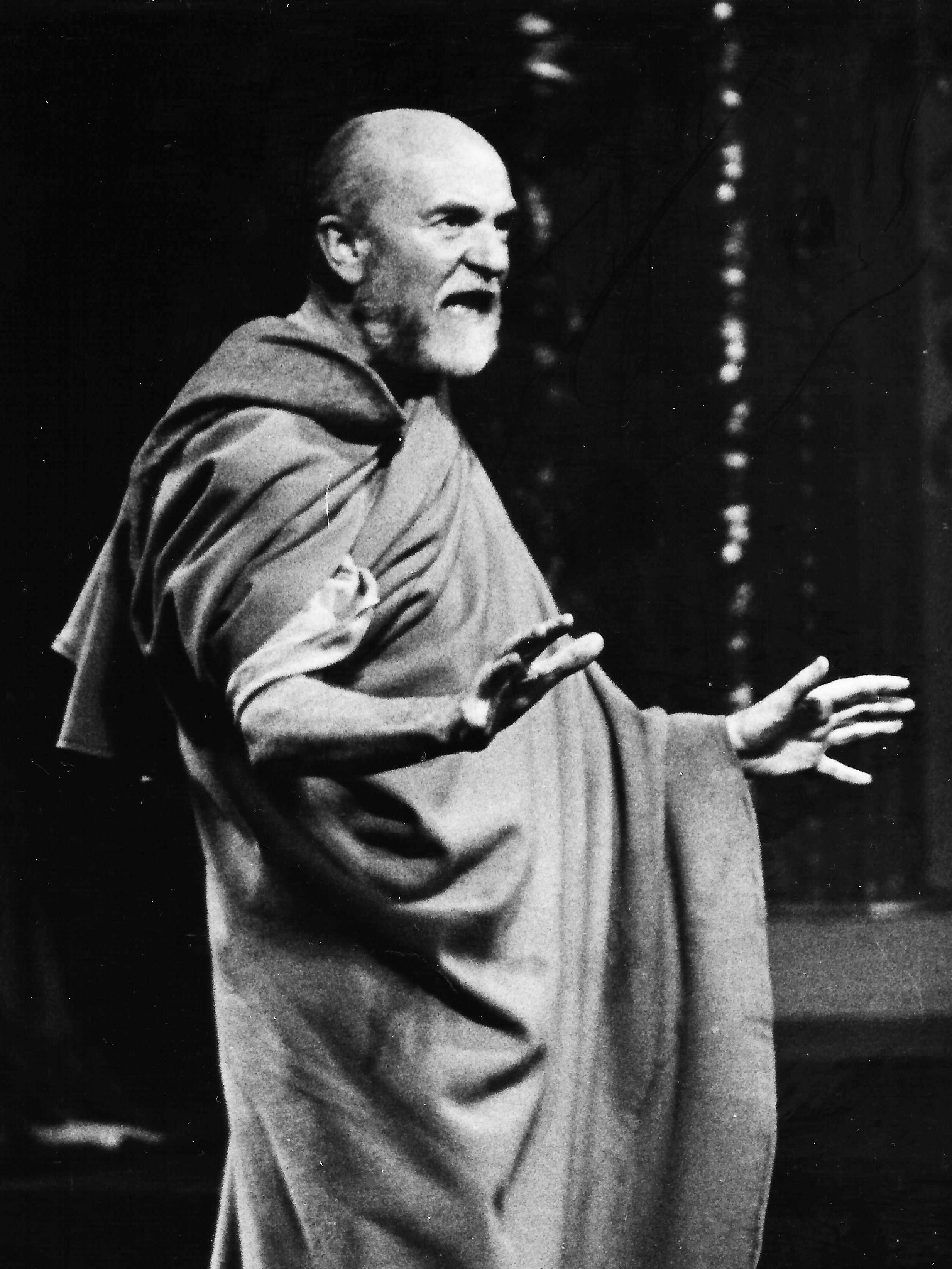
Miroslav Macháček (* 8. května)

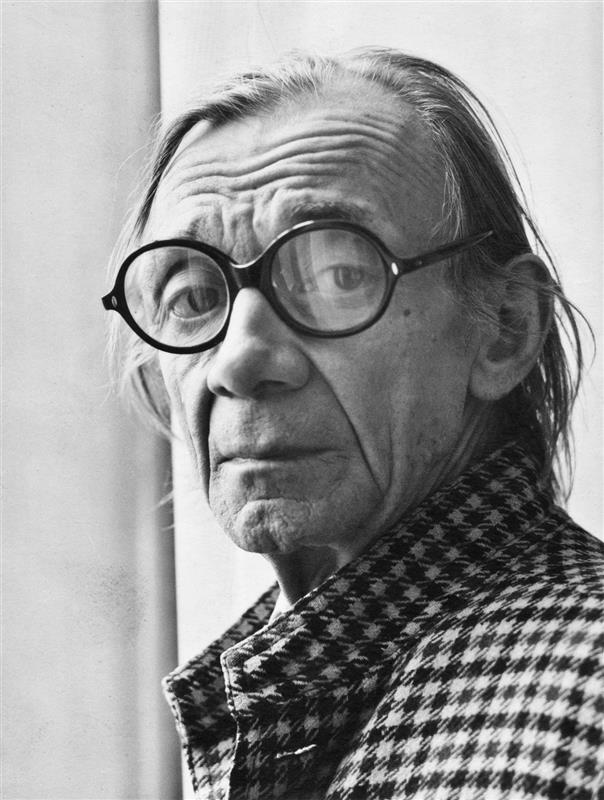
Josef Kemr (* 20. června)

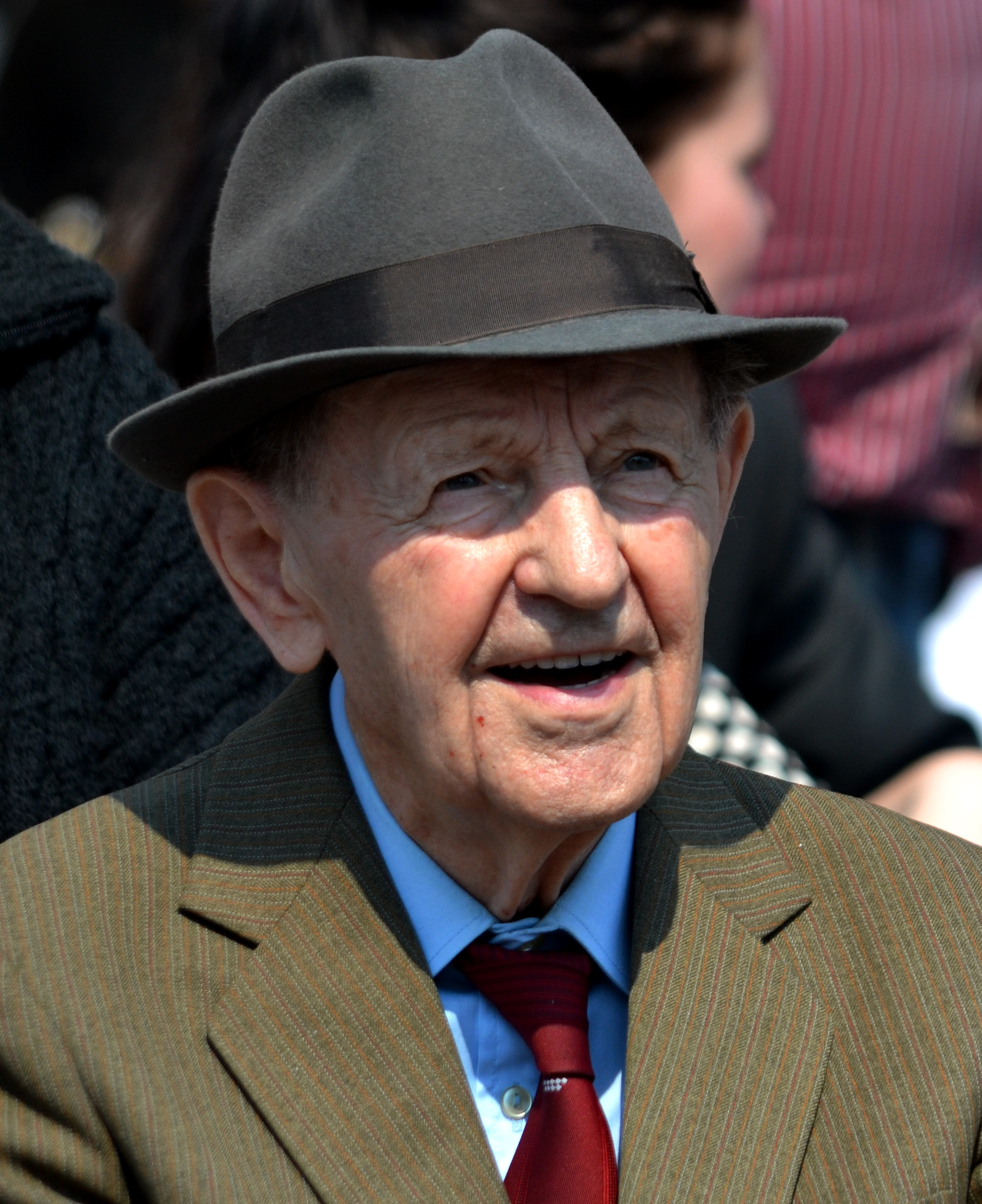
Miloš Jakeš (* 12. srpna)

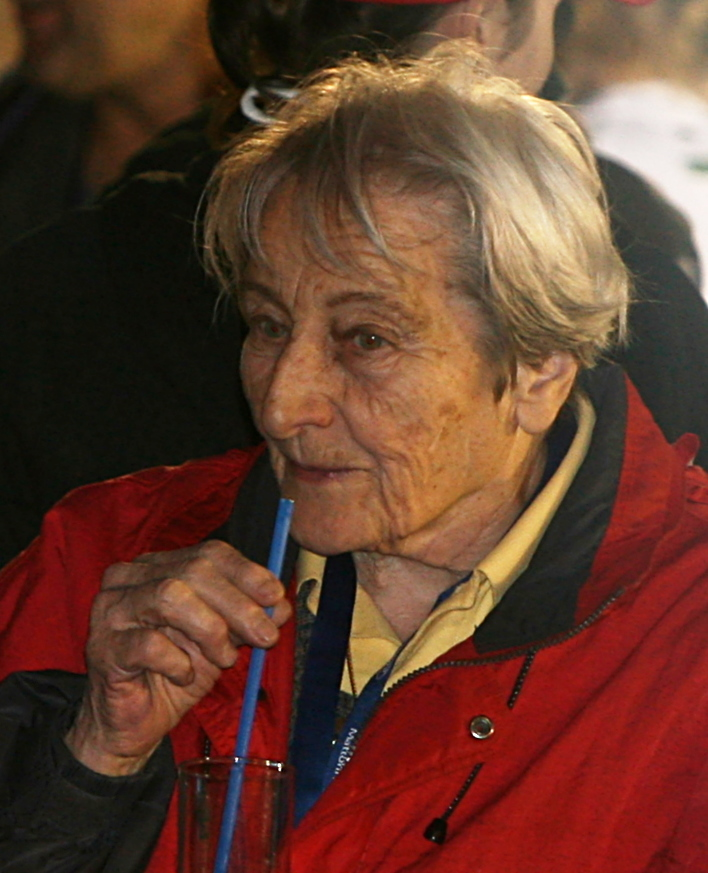
Dana Zátopková (* 19. září)

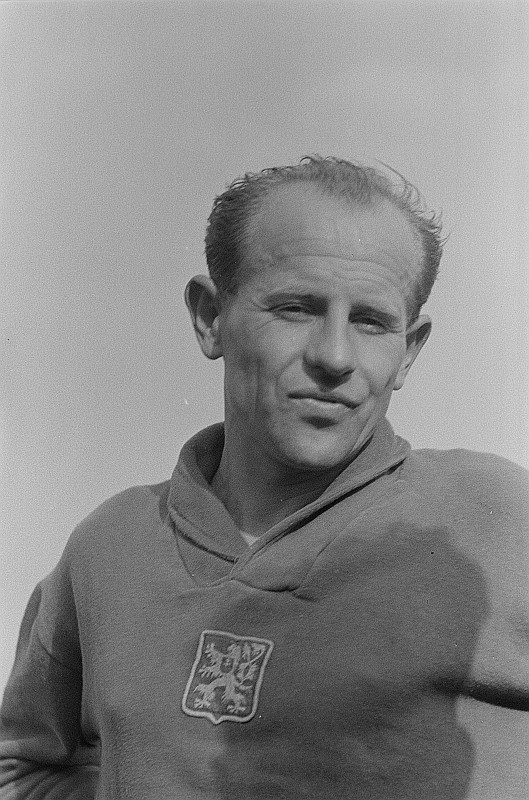
Emil Zátopek (* 19. září)

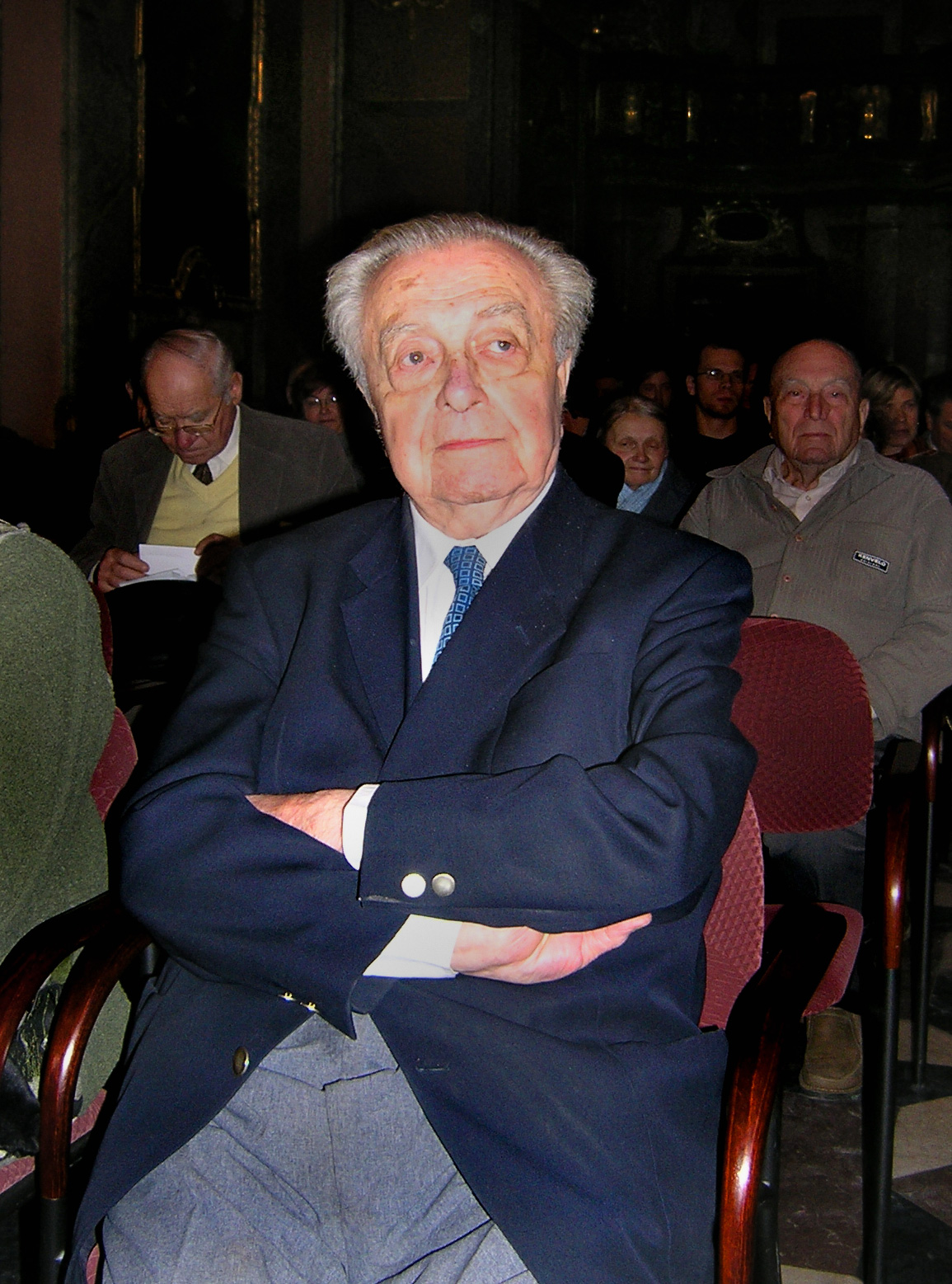
Ilja Hurník (* 25. listopadu)

- 02. ledna – Marie Bayerová, filozofka, překladatelka († 31. ledna 1997)
- 05. ledna – Alois Grebeníček, komunistický vyšetřovatel († 27. července 2003)
- 06. ledna – Jiří Klikorka, chemik († 7. prosince 2011)
- 12. ledna – Josef Veverka, moravský vinař a šlechtitel († 21. října 2006)
- 13. ledna – Bohumír Matal, malíř († 7. července 1988)
- 14. ledna
  - Bohumil Vančura, malíř, grafik, typograf a ilustrátor († 27. října 2013)
  - Děvana Mírová, keramička († 2003)
- 16. ledna – Václav Červinka, kanovník katedrální kapituly u sv. Štěpána v Litoměřicích († 15. května 2007)
- 17. ledna – Stěpan Vajda, československý důstojník, nositel titulu Hrdina Sovětského svazu († 6. dubna 1945)
- 18. ledna – Milan Jungmann, literární kritik a překladatel († 27. ledna 2012)
- 19. ledna
  - Bohumil Soudský, archeolog († 15. ledna 1976)
  - Taťjana Hašková, překladatelka († 4. března 1985)
- 20. ledna
  - Miloš Bobocký, československý basketbalista († 5. března 2016)
  - Václav Kotva, herec († 2. listopadu 2004)
- 23. ledna – René Roubíček, sklářský výtvarník († 29. dubna 2018)
- 26. ledna – Josef Toms, československý basketbalista († 6. dubna 2016)
- 28. ledna – Otakar Lobkowicz, šlechtic († 1. června 1995)
- 30. ledna – Vladimír Janoušek, sochař a malíř († 8. září 1986)
- 31. ledna – Jaroslav Klemeš, příslušník paradesantního výsadku Platinum-Pewter († 7. srpna 2017)
- 5. února – Jan Plovajko, plukovník, válečný veterán († 28. října 2010)
- 7. února – Jan Skácel, básník, prozaik a autor poezie pro děti († 7. listopadu 1989)
- 8. února – Eli Urbanová, učitelka a esperantská básnířka († 20. ledna 2012)
- 11. února – Jaromír Pleskot, herec a režisér († 6. srpna 2009)
- 12. února – Stanislav Hnělička, účastník československé zahraniční armády († 4. listopadu 2016)
- 15. února – Božin Laskov, československý a bulharský fotbalový reprezentant († 2. dubna 2007)
- 19. února – Josef Matěj, pozounista a hudební skladatel († 28. března 1992)
- 20. února – Miroslav Pelikán, hudební skladatel († 19. května 2006)
- 25. února – Miloslava Misáková, sportovní gymnastka, olympionička († 1. července 2015)
- 26. února – Jan Vavrda, voják a příslušník výsadku Spelter († 15. dubna 1995)
- 1. března – Libuše Řídelová, herečka († 6. února 2009)
- 2. března – Antonín Závodný, skladatel lidové hudby († 8. září 1990)
- 5. března – Josef Větrovec, herec († 11. února 2002)
- 9. března – Emilian Hamerník, ministr práce a sociálních věcí († 27. října 1997)
- 12. března
  - Jan Kalous, československý fotbalový reprezentant († 5. března 2002)
  - Pavel Čotek, hudební skladatel, kritik a pedagog († 20. července 2005)
- 13. března – Radislav Hošek, klasický filolog († 27. dubna 2005)
- 15. března – Bohuslava Bradbrooková, spisovatelka a literární historička († 21. února 2019)
- 16. března – Zdeněk Liška, hudební skladatel († 13. července 1983)
- 17. března – František Peterka, herec († 24. listopadu 2016)
- 19. března – Jiří Pistorius, literární historik a kritik († 15. března 2014)
- 23. března – Václav Formánek, teoretik, estetik a historik umění († 16. října 1985)
- 24. března – Oldřich Švestka, komunistický novinář a politik († 8. června 1983)
- 27. března – Josef Smolík, evangelický teolog († 4. února 2009)
- 28. března – Miloš Steimar, divadelní a filmový herec († 15. února 1949)
- 30. března – Drahomír Dvořák, ministr plánování České socialistické republiky († 1998)
- 3. dubna – Jan Milíč Lochman, exilový protestantský teolog a filozof († 21. ledna 2004)
- 4. dubna
  - Alexandra Myšková, herečka
  - Jiří Valchař, herec a rozhlasový režisér († 7. prosince 2004)
- 6. dubna – Jaroslav Olšava, katolický kněz a spisovatel († 17. března 2012)
- 7. dubna
  - Karel Černý, filmový architekt a výtvarník († 5. září 2014)
  - Václav Valeš, místopředseda československé vlády († 25. června 2013)
- 8. dubna
  - Oldřich Bosák, produkční návrhář († 3. července 1996)
  - Josef Macek, historik a politik († 10. prosince 1991)
- 14. dubna – Stella Zázvorková, herečka († 18. května 2005)
- 17. dubna – Vladimír Scheufler, etnograf a hudební skladatel († 9. září 1995)
- 18. dubna – Václav Hübner, amatérský astronom a skautský pracovník († 25. června 2000)
- 19. dubna – František Jezdinský, ekonom († 18. července 2019)
- 23. dubna – Jiří Sequens, filmový a televizní režisér († 21. ledna 2008)
- 1. května – Naděžda Slabihoudová, překladatelka († 8. června 2014)
- 2. května – Luděk Brož, evangelický teolog a profesor († 20. srpna 2003)
- 3. května – Jiří Pleskot, herec († 1. prosince 1997)
- 5. května – Zdeněk Fiala, historik († 8. března 1975)
- 7. května – Hynek Maxa, operní pěvec († 9. prosince 2001)
- 8. května – Miroslav Macháček, herec a divadelní režisér († 17. února 1991)
- 16. května – Jaromír Vraštil, malíř, řezbář a grafik († 16. září 1979)
- 22. května – Zbyněk Havlíček, básník, literární teoretik, psychoanalytik a překladatel († 7. ledna 1969)
- 23. května – Karel Effa, herec († 11. června 1993)
- 24. května – Václav Čevona, mistr Československa v běhu na 1500 metrů († 9. ledna 2008)
- 26. května – Miroslav Havel, sklář († 5. září 2008)
- 29. května – František Štěpánek, divadelní režisér († 13. října 2000)
- 3. června – Emil Fafek, reportážní fotograf († 4. srpna 1997)
- 4. června
  - Ladislav Simajchl, kněz, spisovatel a editor Společného kancionálu českých a moravských diecézí († 5. července 2010)
  - Valja Stýblová, spisovatelka, lékařka a politička († 12. listopadu 2020)
- 6. června
  - Antonín Kapek, komunistický politik a funkcionář († 23. května 1990)
  - Dagmar Berková, malířka († 29. května 2002)
- 7. června – Oldřich Kryštofek, básník, novinář a spisovatel († 22. listopadu 1985)
- 8. června
  - Petr Nevod, ekonom a spisovatel († 16. dubna 1989)
  - Josef Vlach, houslista a dirigent († 17. října 1988)
- 16. června – Milena Lukešová, spisovatelka († 28. července 2008)
- 20. června – Josef Kemr, herec († 15. ledna 1995)
- 21. června – Miloš Vacík, básník a publicista († 5. května 1999)
- 22. června – Marie Marešová, herečka († 3. prosince 2003)
- 25. června – Věra Janoušková, sochařka, kolážistka, malířka a grafička († 10. srpna 2010)
- 27. června – Jiří Bradáček, sochař († 18. července 1984)
- 1. července
  - Jiří Ropek, varhaník a skladatel († 21. června 2005)
  - Vítězslav Černý, herec († 4. srpna 1986)
- 2. července
  - Josef Mráz, herec († 20. června 1981)
  - Vladimír Panoš, speleolog, vysokoškolský učitel, válečný letec RAF († 7. ledna 2002)
- 6. července – Jiří Jelínek, malíř, jazzový trumpetista († 16. října 1984)
- 8. července – Jan Panenka, klavírista († 12. července 1999)
- 10. července – Jan Vlček, letecký konstruktér († 2. ledna 1984)
- 15. července – Vlastimil Letošník, hydrolog, hydrogeolog a speleolog († 24. října 2010)
- 16. července – Oldřich Němec, československý hokejový reprezentant († 14. března 1995)
- 18. července – Emil Cimbura, malíř, grafik, textilní výtvarník, scénograf a ilustrátor († 1. listopadu 2023)
- 19. července – Vladimír Šatava, profesor chemie na VŠCHT († 30. června 2014)
- 20. července
  - Karel Krautgartner, saxofonista, skladatel, dirigent a herec († 20. září 1982)
  - Josef Rumler, básník († 1. listopadu 1999)
- 20. července – Jan Paroulek, válečný veterán, brigádní generál († 29. ledna 2008)
- 21. července – Andělín Grobelný, historik († 4. srpna 1992)
- 22. července
  - Jiří Berkovec, hudební skladatel a publicista († 11. listopadu 2008)
  - Milena Majorová, spisovatelka redaktorka († 11. července 2014)
- 23. července – Antonín Huvar, kněz, pedagog a spisovatel († 22. září 2009)
- 27. července – Božena Brodská, tenistka, tanečnice a baletka († 23. června 2019)
- 28. července – Milan Píka, slovenský a český brigádní generál, příslušník RAF († 20. března 2009)
- 1. srpna – Vladimír Vondráček, malíř, výtvarník a sochař († 1. října 1992)
- 8. srpna – Marie Kubátová, spisovatelka a dramatička († 6. června 2013)
- 10. srpna – Luba Pellarová, dramaturgyně Národního divadla v Praze a překladatelka († 2. února 2005)
- 12. srpna – Miloš Jakeš, generální tajemník ÚV KSČ († 9. července 2020)
- 16. srpna – Zdeněk Matějček, dětský psycholog († 26. října 2004)
- 20. srpna – Vladimír Kostka, hokejový teoretik, didaktik a trenér († 17. září 2009)
- 22. srpna – Miloš Kopecký, herec († 16. února 1996)
- 24. srpna – Slavomír Klaban, politik a ekonom († 19. června 2010)
- 30. srpna – Václav Medek, římskokatolický teolog, kněz, církevní historik († 30. října 1982)
- 2. září – Emanuel Bosák, ministr mládeže a tělovýchovy († 22. prosince 2011)
- 3. září – Zora Rozsypalová, herečka († 23. ledna 2010)
- 4. září – Filip Jánský, letec a spisovatel († 20. srpna 1987)
- 11. září – Erich Sojka, spisovatel, autor písňových textů a překladatel († 28. května 1997)
- 17. září – Olga Zezulová, režisérka a spisovatelka († 28. srpna 2001)
- 19. září
  - Dana Zátopková, olympijská vítězka v hodu oštěpem († 13. března 2020)
  - Emil Zátopek, československý vytrvalec, čtyřnásobný olympijský vítěz († 21. listopadu 2000)
- 23. září – Roman Kaliský, spisovatel, dramatik, publicista a politik († 8. listopadu 2015)
- 28. září – Václav Špidla, herec a režisér († 21. června 1979)
- 29. září – Ladislav Hruzík, ministr lesního a vodního hospodářství České republiky († 12. dubna 1982)
- 2. října – Otmar Mácha, hudební dramaturg, skladatel a režisér († 14. prosince 2006)
- 3. října – Lubomír Doležel, česko-kanadský lingvista († 28. ledna 2017)
- 6. října
  - Bedřich Havlíček, regionální historik, etnograf a vlastivědný pracovník († 16. ledna 1994)
  - Ivan Skála, básník a politik († 6. února 1997)
- 9. října
  - Soběslav Sejk, herec († 19. dubna 2004)
  - Miroslav Galuška, novinář, překladatel a politik († 20. října 2007)
  - Ladislav Rychman, režisér († 1. dubna 2007)
- 12. října – Samuel Kodaj, generál a komunistický politik († 5. února 1992)
- 13. října – Alexej Fried, hudební skladatel a dirigent († 19. června 2011)
- 14. října – Jaroslav Koutecký, fyzikální chemik († 10. srpna 2005)
- 17. října – Radomír Luža, česko-americký historik a politik († 26. listopadu 2009)
- 21. října
  - Milič Jiráček, vědec a teoretik fotografie († 5. února 2007)
  - Vojtech Zachar, československý fotbalový reprezentant († 5. listopadu 2006)
- 25. října – Vilma Nováčková, herečka († 8. září 2006)
- 30. října – Jiří Blažek, grafik, typograf, ilustrátor a sběratel umění († 28. června 2017)
- 4. listopadu – Jozef Chramec, voják a příslušník výsadku Courier-5 († 17. ledna 1994)
- 5. listopadu – Václav Lídl, hudební skladatel († 10. srpna 2004)
- 6. listopadu – Jiří Novák, sochař a restaurátor († 19. února 2010)
- 7. listopadu – Václav Roziňák, československý hokejový reprezentant († 1. března 1997)
- 9. listopadu – Slávka Peroutková, novinářka, manželka Ferdinanda Peroutky († 13. srpna 2017)
- 12. listopadu – Stanislav Zámečník, historik († 21. června 2011)
- 14. listopadu
  - Lubomír Jasínek, voják a příslušník výsadku Antimony († 16. ledna 1943)
  - Čestmír Kafka, malíř († 21. května 1988)
- 22. listopadu – Bohumil Pavlok, spisovatel († 16. ledna 2002)
- 25. listopadu – Ilja Hurník, spisovatel, klavírista, hudební skladatel a pedagog († 7. září 2013)
- 27. listopadu – Jiří Holý, herec († 11. listopadu 2009)
- 30. listopadu – Jiří Drvota, československý basketbalista († 30. listopadu 2007)
- 8. prosince – Josef Rybička, hlasový pedagog († 25. března 2015)
- 9. prosince – Miloslav Čtvrtníček, architekt a politik († ?)
- 13. prosince
  - Květa Válová, výtvarnice († 6. září 1998)
  - Jitka Válová, výtvarnice († 27. března 2011)
- 15. prosince – Vasil Korol, válečný veterán rusínské národnosti († 14. února 2015)
- 20. prosince – František Václav Mareš, jazykovědec († 3. prosince 1994)
- 23. prosince – Josef Černý, ministr zemědělství České republiky († 3. ledna 1971)
- 24. prosince – Jarmila Krulišová, herečka († 27. ledna 2006)

### Svět
- 4. ledna

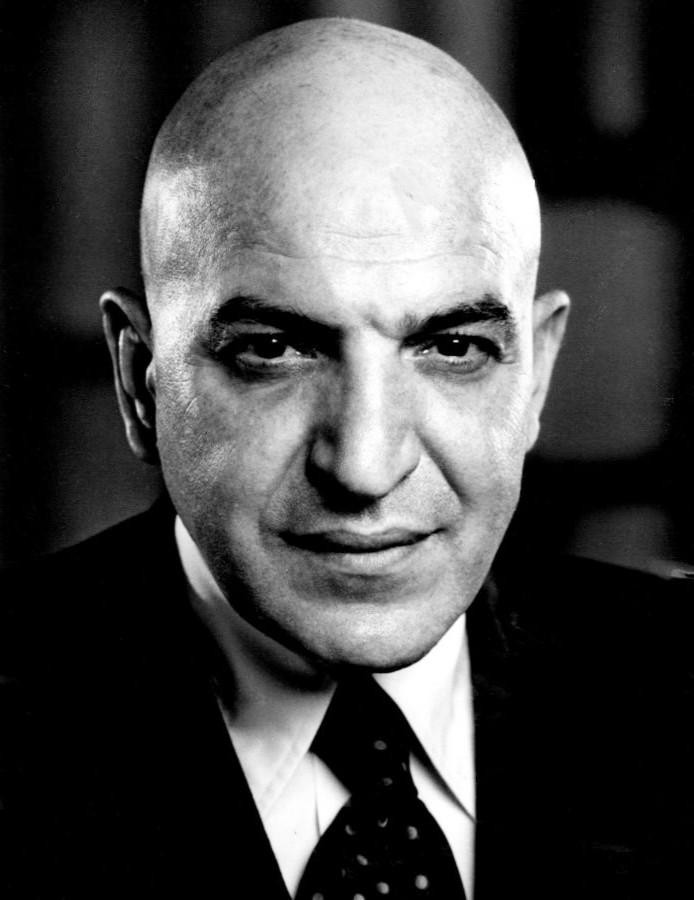
Telly Savalas (* 21. ledna)

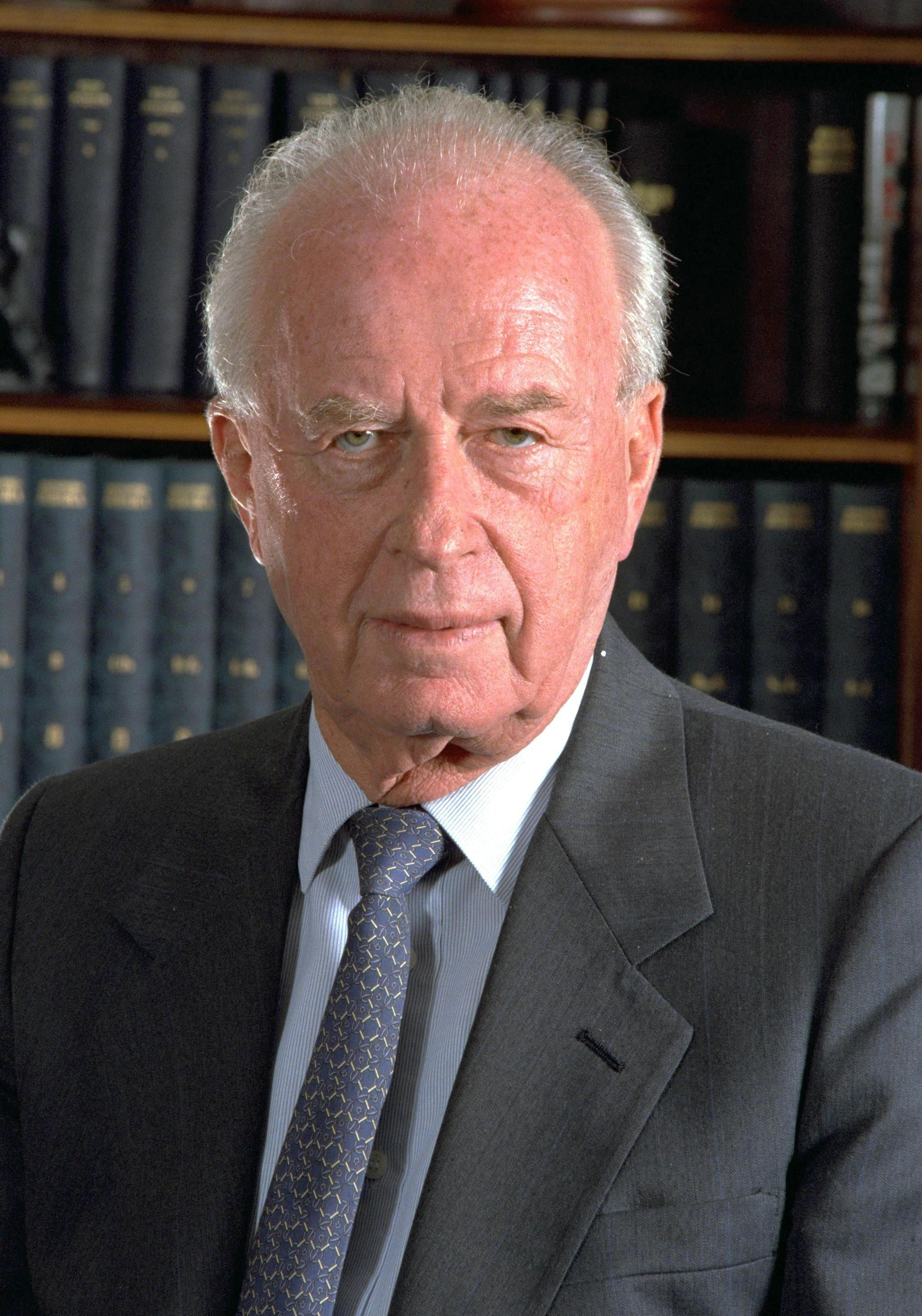
Jicchak Rabin (* 1. března)

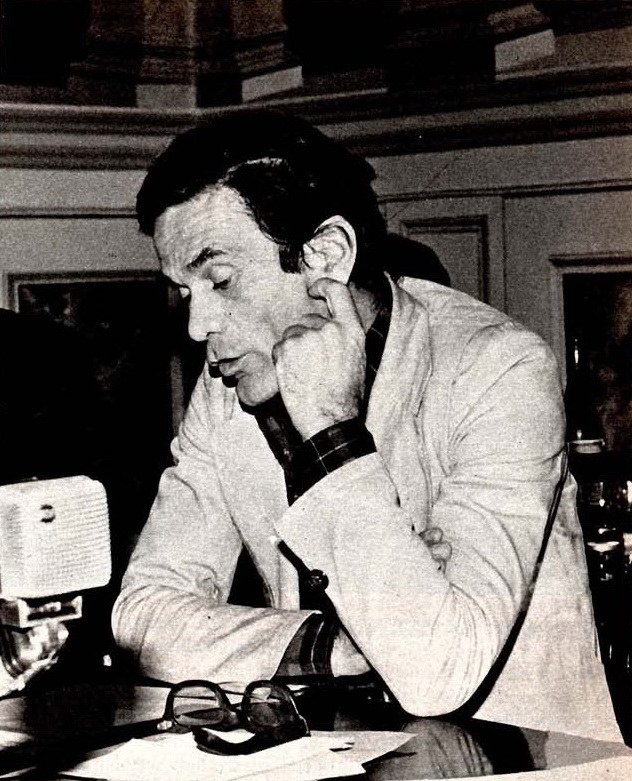
Pier Paolo Pasolini (* 5. března)

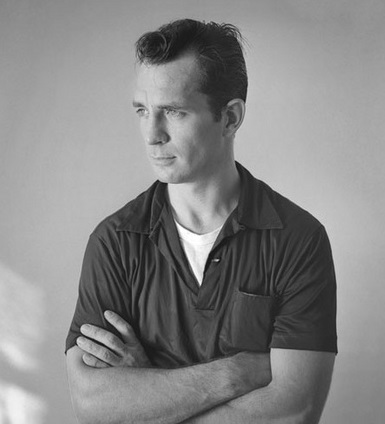
Jack Kerouac (* 12. března)

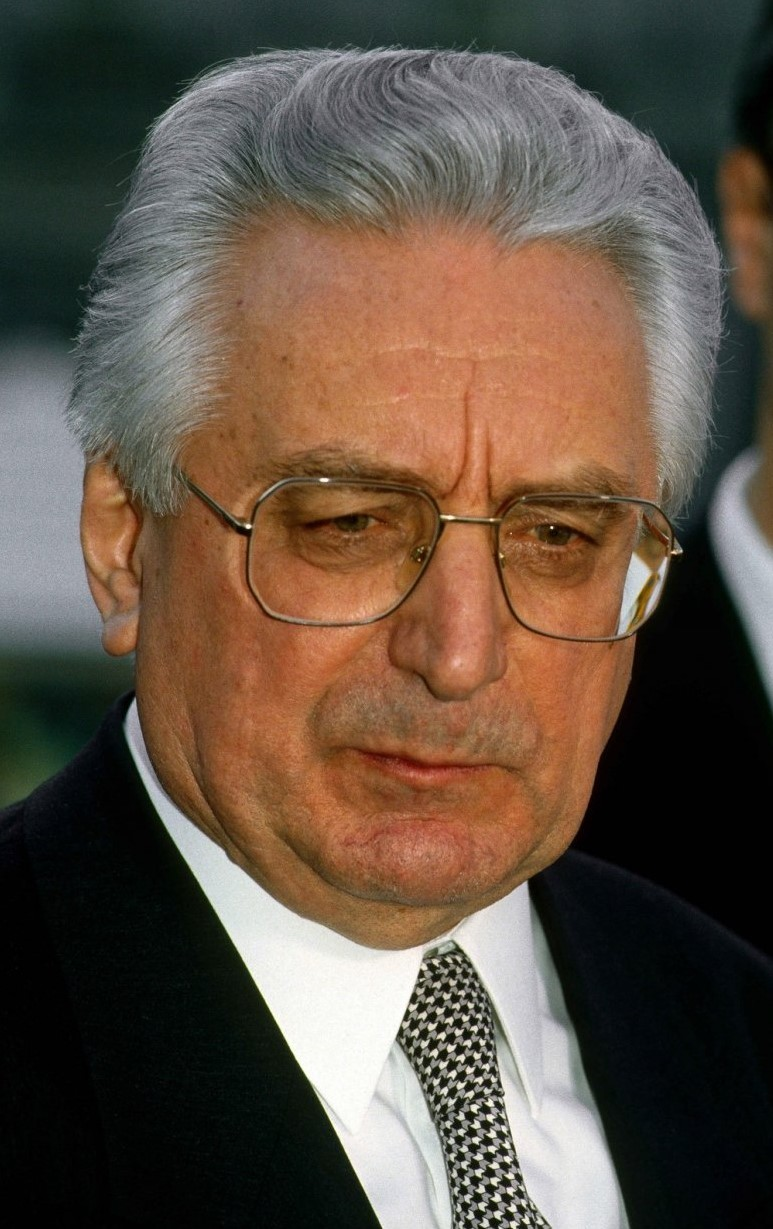
Franjo Tuđman (* 14. května)

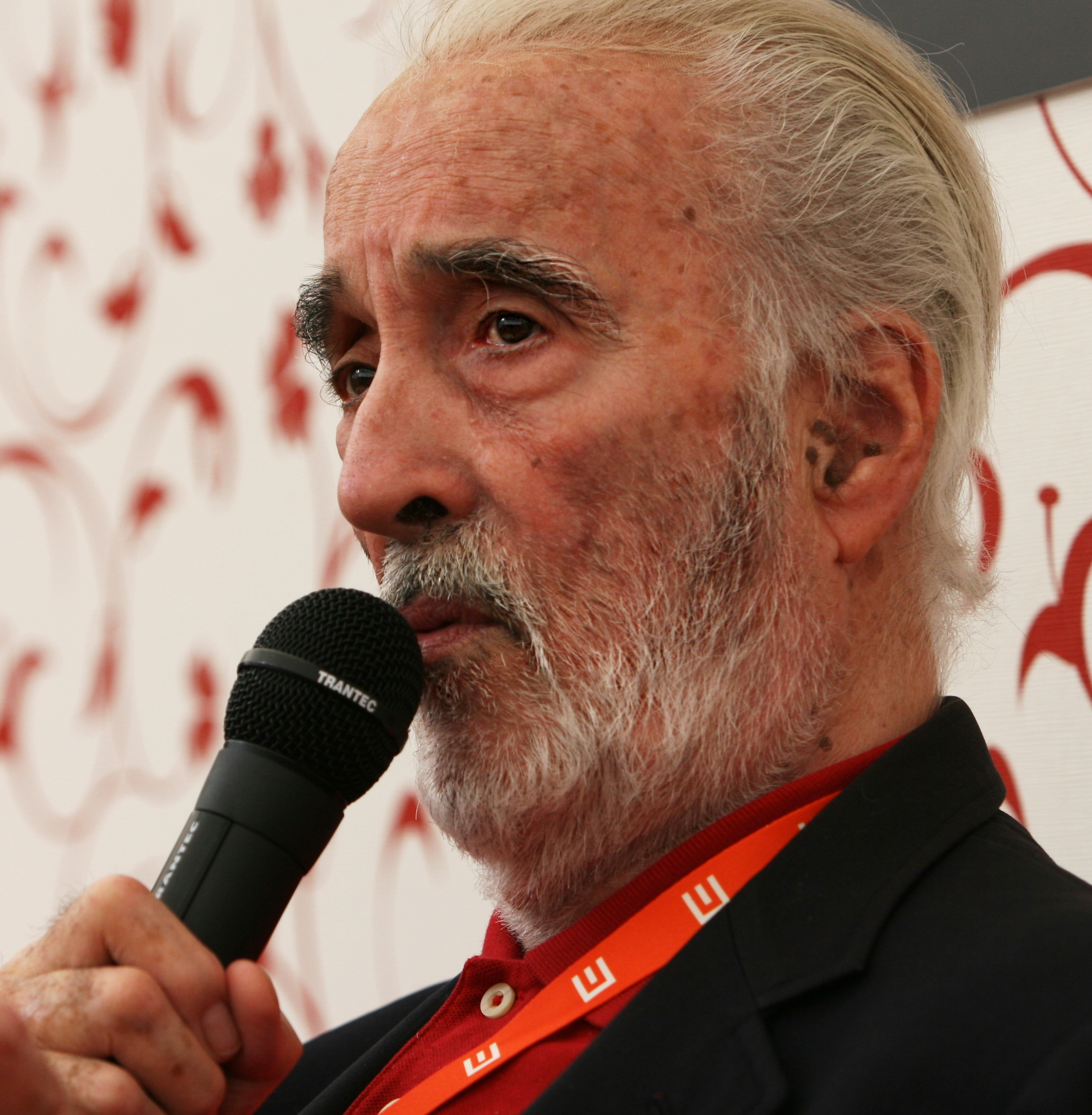
Christopher Lee (* 27. května)

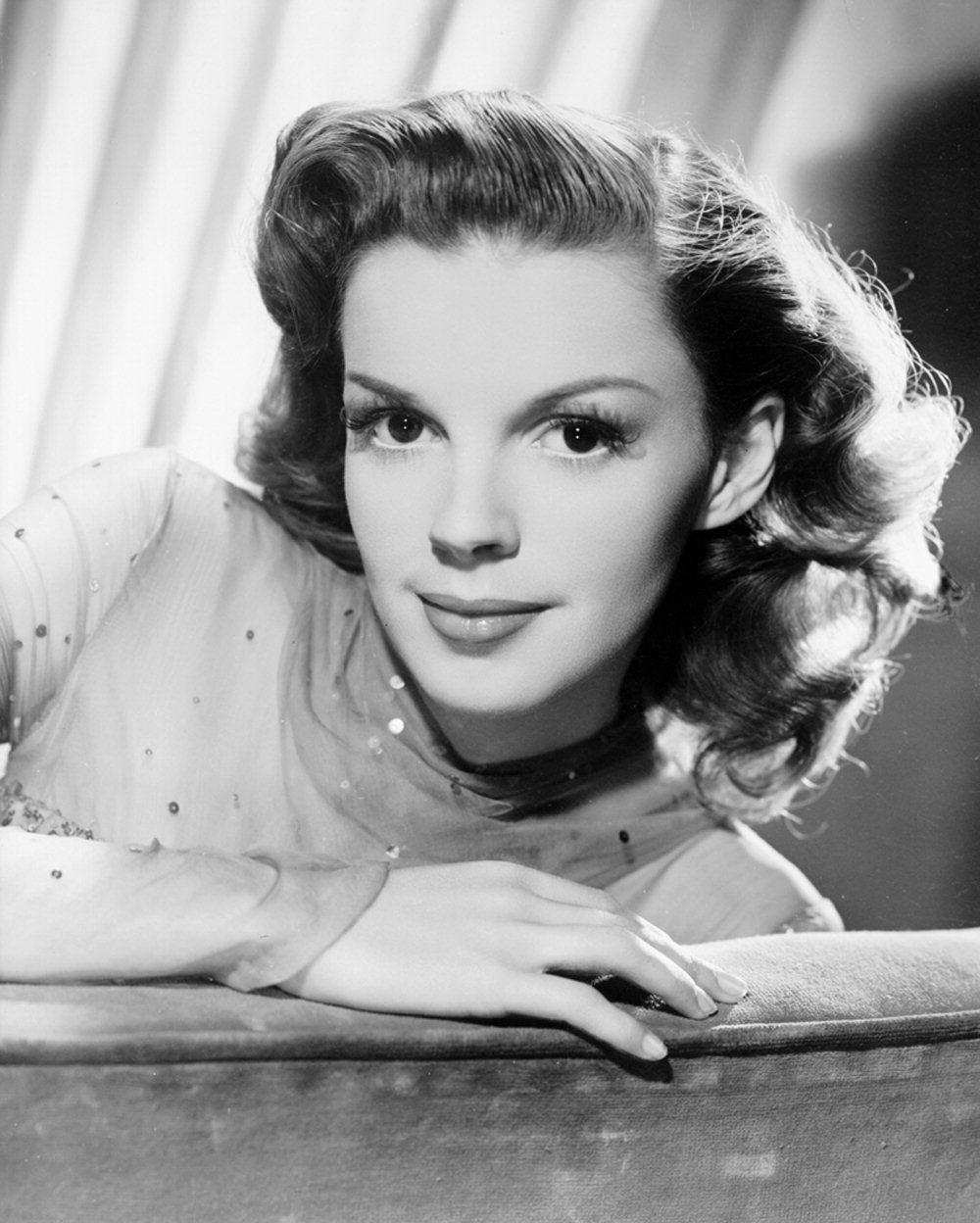
Judy Garlandová (* 10. června)

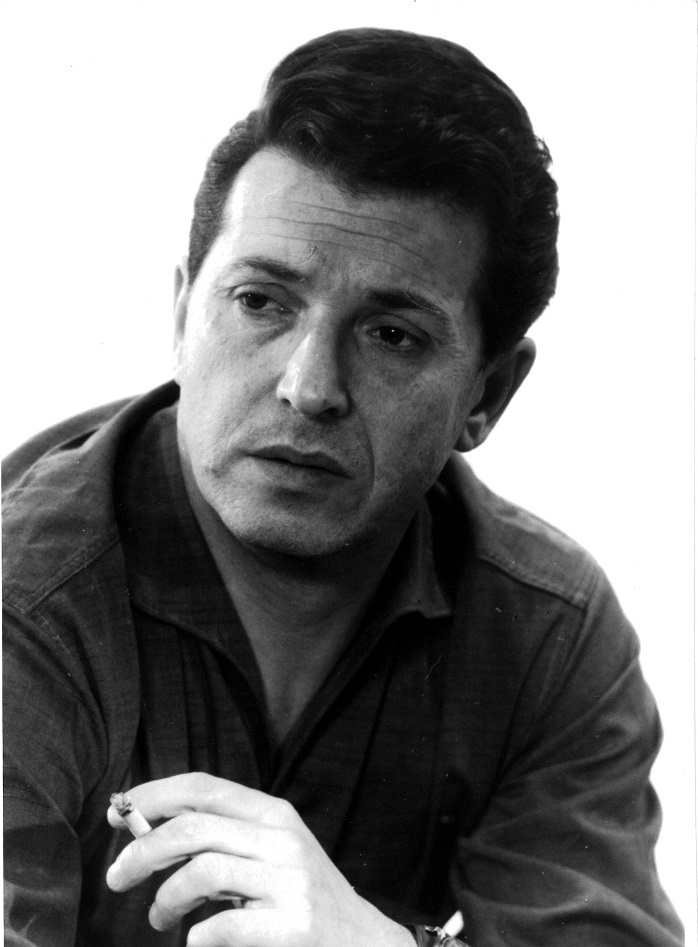
Petr Schulhoff (* 10. července)

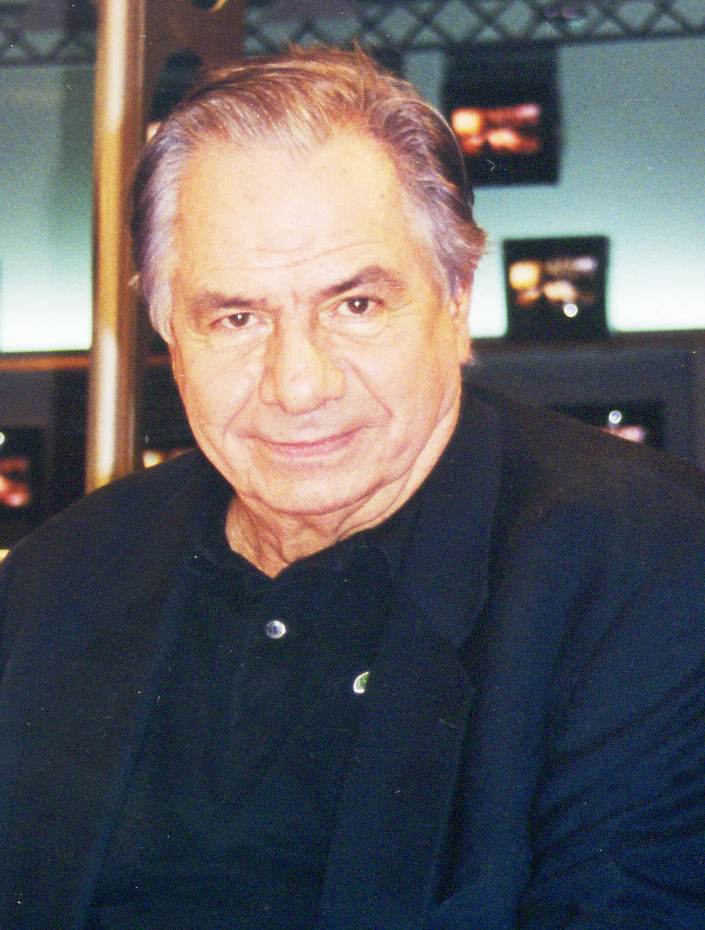
Michel Galabru (* 27. října)

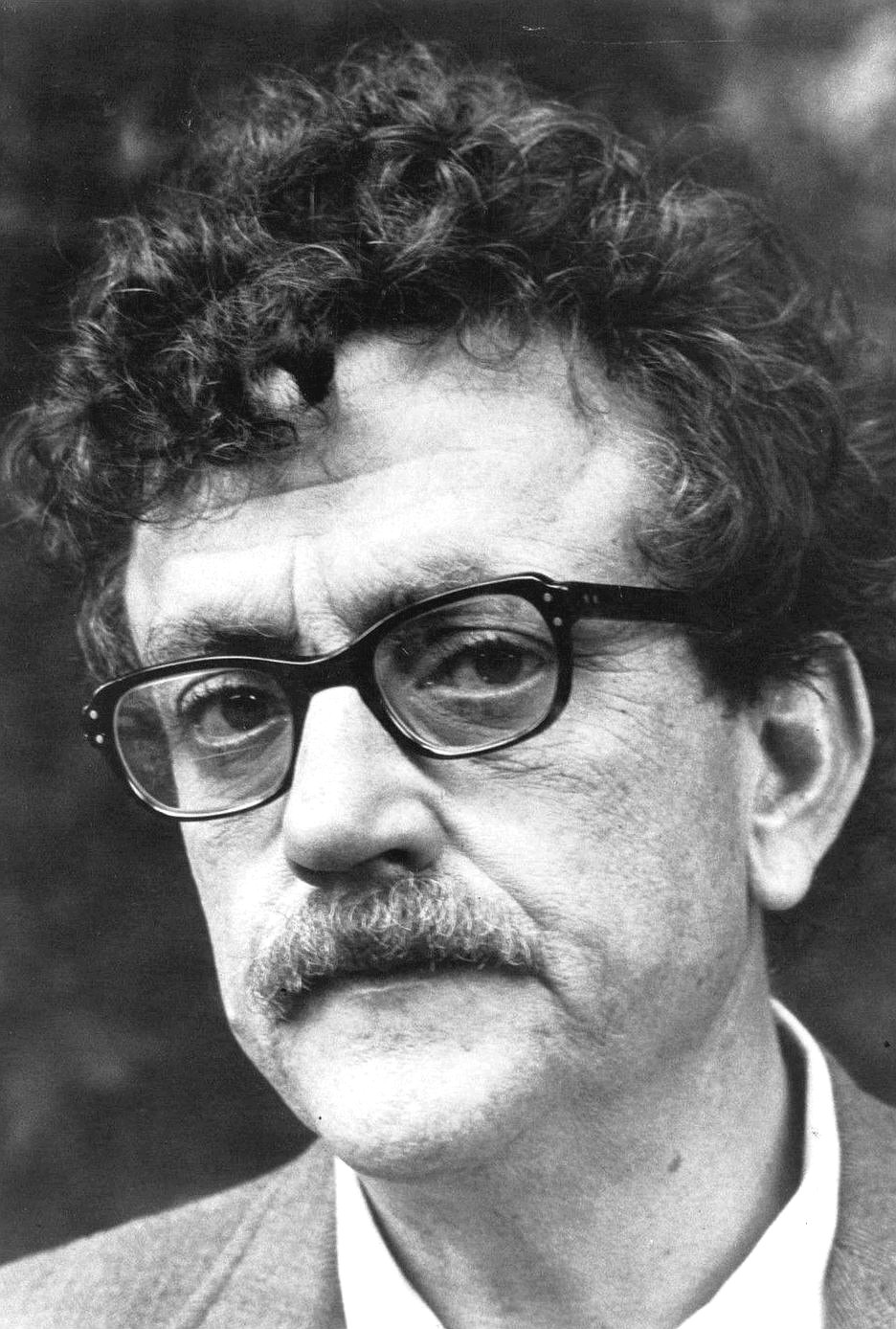
Kurt Vonnegut (* 11. listopadu)

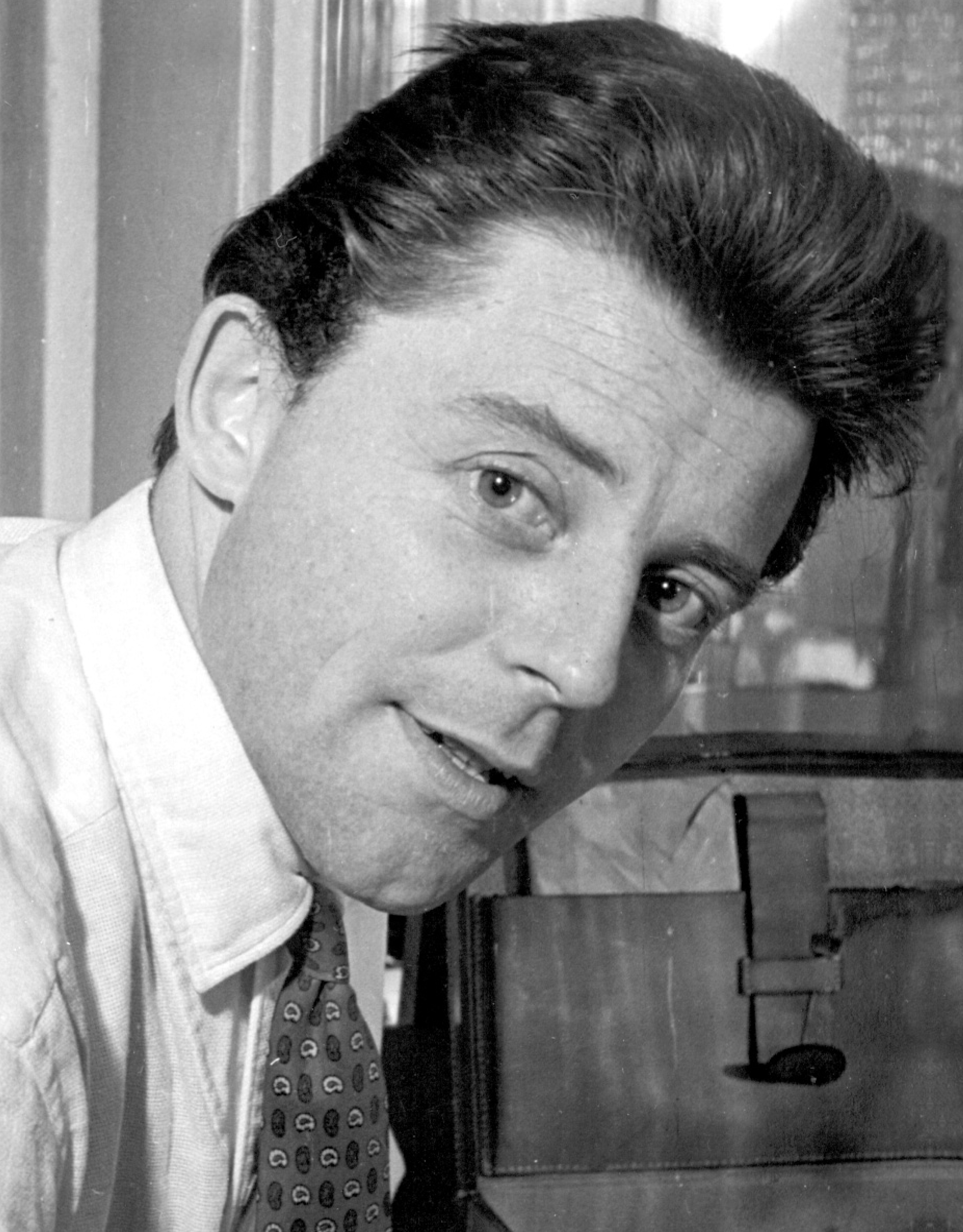
Gérard Philipe (* 4. prosince)

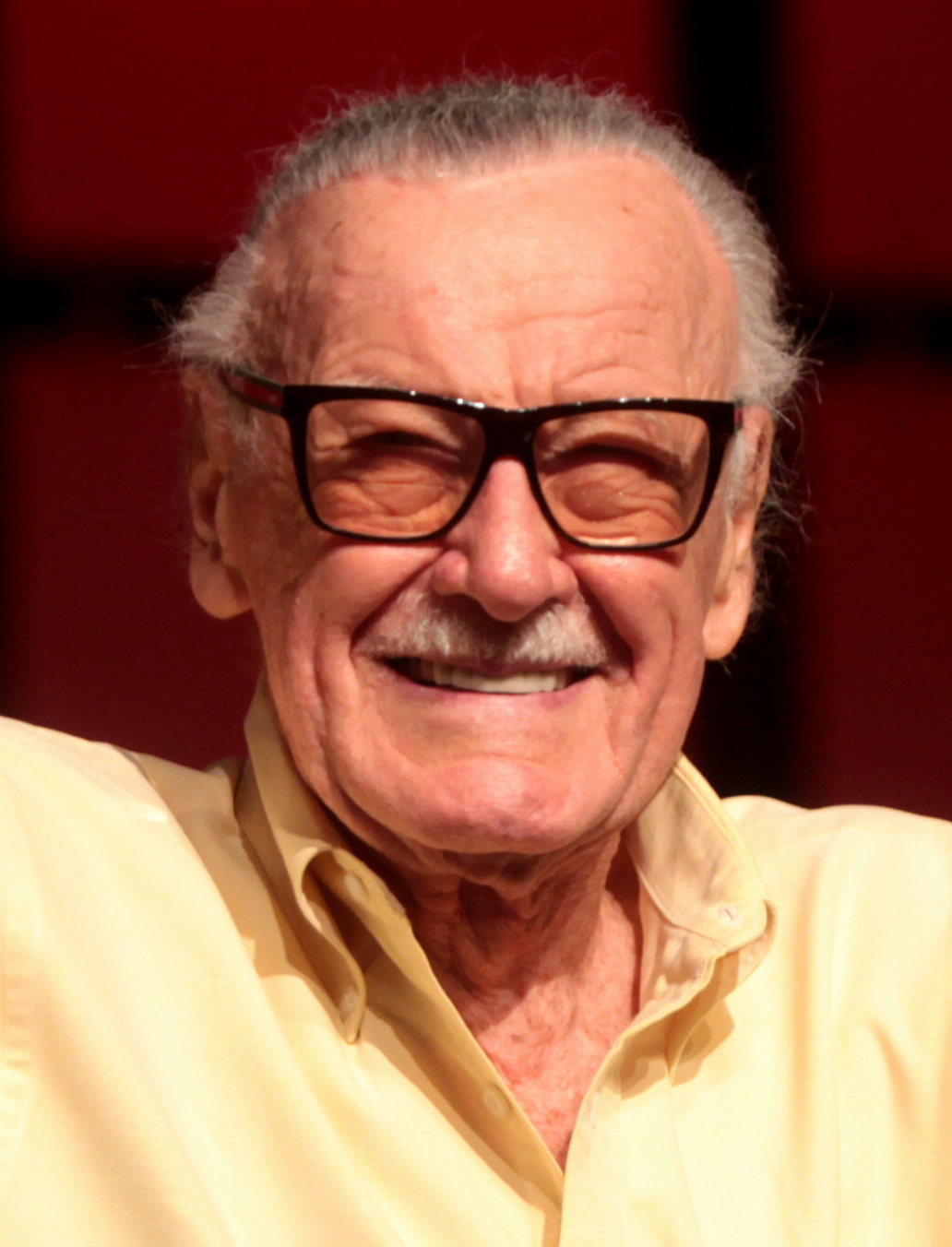
Stan Lee (* 28. prosince)

  - Doreen Valiente, anglická čarodějnice († 1. září 1999)
  - Frank Wess, americký jazzový saxofonista († 30. října 2013)
- 7. ledna – Jean-Pierre Rampal, francouzský flétnista († 20. května 2000)
- 8. ledna – Don Patinkin, americko-izraelský monetární ekonom († 7. srpna 1995)
- 9. ledna
  - Ahmed Sékou Touré, guinejský prezident († 26. března 1984)
  - Har Gobind Khorana, americký biochemik a genetik, nositel Nobelovy ceny († 9. listopadu 2011)
- 10. ledna
  - Dušan Slávik, slovenský odbojář, politik pronásledovaný komunistickým režimem († 19. dubna 1992)
  - Juan Antonio Villacañas, španělský básník, esejista a kritik († 21. srpna 2001)
  - Michel Henry, francouzský fenomenologický filozof a spisovatel († 3. července 2002)
- 15. ledna
  - Július Pántik, slovenský herec († 25. srpna 2002)
  - Paul Casimir Marcinkus, arcibiskup a ředitel Vatikánské banky († 20. února 2006)
  - John Bayard Anderson, americký politik († 3. prosince 2017)
- 17. ledna
  - Luis Echeverría, mexický advokát a politik († 8. července 2022)
  - Betty Whiteová, americká herečka a komička († 31. prosince 2021)
- 18. ledna – Jechezkel Braun, izraelský hudební skladatel († 27. srpna 2014)
- 19. ledna – Jerzy Kawalerowicz, polský filmový režisér († 27. prosince 2007)
- 20. ledna
  - Otto Smik, slovenský pilot ve službách RAF († 28. listopadu 1944)
  - Ed Westcott, americký fotograf († 29. března 2019)
- 21. ledna
  - Telly Savalas, americký novinář, zpěvák, herec a režisér († 22. ledna 1994)
  - Paul Scofield, anglický herec († 19. března 2008)
- 24. ledna – Daniel Boulanger, francouzský herec, spisovatel, básník a dramatik († 28. října 2014)
- 25. ledna – Luigi Cavalli-Sforza, italský populační genetik († 31. srpna 2018)
- 26. ledna – Elena Čepčeková, slovenská spisovatelka († 6. ledna 1992)
- 28. ledna
  - Darina Lehotská, slovenská archivářka a historička († 12. února 1990)
  - Emil Habíbí, izraelský spisovatel a politik († 2. května 1996)
  - Robert W. Holley, americký biochemik a chemik, nositel Nobelovy ceny († 11. února 1993)
- 1. února – Renata Tebaldiová, italská operní zpěvačka († 19. prosince 2004)
- 2. února – Stojanka Mutafova, bulharská herečka († 6. prosince 2019)
- 4. února – Jakob Savinšek, slovinský sochař a ilustrátor († 17. srpna 1961)
- 8. února – Tadeusz Gajcy, polský básník († 16. srpna 1944)
- 9. února
  - Arnold Keyserling, německý filozof a teolog († 7. září 2005)
  - Jaroslav Zýka, chemik a spisovatel žánru science fiction († 10. prosince 2010)
  - Kathryn Graysonová, americká herečka a sopránistka († 17. února 2010)
- 10. února
  - Árpád Göncz, maďarský prezident, spisovatel, překladatel († 4. srpna 2000)
  - Alan Levy, americký novinář a spisovatel literatury faktu († 2. dubna 2004)
- 11. února – Bob Carter, americký jazzový kontrabasista († 1. srpna 1993)
- 15. února – Herman Kahn, americký futurolog († 7. července 1983)
- 16. února
  - Lilli Promet, estonská básnířka, prozaička († 16. února 2007)
  - Gordon Tullock, americký ekonom († 3. listopadu 2014)
- 18. února – Hazy Osterwald, švýcarský jazzový hudebník († 26. února 2012)
- 19. února – Władysław Bartoszewski, polský ministr zahraničních věcí, historik († 24. dubna 2015)
- 21. února – Zvi Zeitlin, rusko-americký houslista a skladatel († 2. května 2012)
- 22. února
  - Cvi Ben Ja'akov, židovský účastník protinacistického odboje, člen výsadkové skupiny Amsterdam († 1945)
  - Fritz Strassmann, německý chemik († 22. dubna 1980)
  - Joe Wilder, americký jazzový trumpetista a skladatel († 9. května 2014)
- 23. února – James L. Holloway III., velitel námořních operací USA († 26. listopadu 2019)
- 24. února
  - Richard Hamilton, britský malíř († 13. září 2011)
  - Felix Werder, australský hudební skladatel († 3. května 2012)
- 28. února – Jurij Michajlovič Lotman, sovětský sémiotik († 28. října 1993)
- 1. března – Jicchak Rabin, izraelský premiér († 4. listopadu 1995)
- 2. března – Eddie Davis, americký jazzový saxofonista († 3. listopadu 1986)
- 3. března – Nándor Hidegkuti, maďarský fotbalista († 14. února 2002)
- 5. března – Pier Paolo Pasolini, italský spisovatel, filozof, režisér a herec († 2. listopadu 1975)
- 7. března
  - Umberto Betti, italský kardinál († 1. dubna 2009)
  - Július Torma, slovenský boxer, olympijský vítěz († 23. října 1991)
  - Alexandr Uvarov, sovětský hokejový reprezentant († 24. prosince 1994)
- 8. března – Ralph Baer, německo-americký videoherní vývojář († 6. prosince 2014)
- 9. března – Felice Schragenheim, německá básnířka a novinářka († 31. prosince 1944)
- 12. března – Jack Kerouac, americký spisovatel († 21. října 1969)
- 15. března
  - Karl-Otto Apel, německý filozof († 15. května 2017)
  - Nino Bibbia, italský skeletonista († 28. května 2013)
- 19. března
  - Lidija Selichovová, sovětská rychlobruslařka († 7. února 2003)
  - Hiró Onoda, nejdéle se skrývající japonský voják († 16. ledna 2014)
- 21. března – Russ Meyer, americký experimentální a avantgardní filmař († 18. září 2004)
- 23. března – Ugo Tognazzi, italský herec, režisér a scenárista († 27. října 1990)
- 25. března – Stephen Edelston Toulmin, anglický filozof vědy († 4. prosince 2009)
- 27. března – Alexej Alexejevič Rodionov, ministr zahraničních věcí Ruska († 18. května 2013)
- 30. března
  - Oto Fusán, slovenský geolog a geofyzik († 30. července 2019)
  - Virgilio Noè, italský kardinál († 24. července 2011)
- 31. března – Richard Kiley, americký herec († 5. března 1999)
- 1. dubna – Alan J. Perlis, americký informatik († 7. února 1990)
- 2. dubna – Dino Monduzzi, italský kardinál († 13. října 2006)
- 3. dubna
  - Carlo Lizzani, italský filmař, scenárista, režisér, herec a producent († 5. října 2013)
  - Doris Dayová, americká zpěvačka, herečka a bojovnice za práva zvířat († 13. května 2019)
- 4. dubna – Elmer Bernstein, americký hudební skladatel († 18. srpna 2004)
- 5. dubna – Tom Finney, anglický fotbalista († 14. února 2014)
- 8. dubna – Gerald Green, americký spisovatel († 29. srpna 2006)
- 10. dubna – Vesna Parun, chorvatská básnířka († 25. října 2010)
- 13. dubna
  - John Braine, anglický spisovatel († 28. října 1986)
  - Julius Nyerere, prezident Tanzanie († 14. října 1999)
- 15. dubna – Stanley Schachter, americký psycholog († 7. června 1997)
- 16. dubna
  - Kingsley Amis, anglický spisovatel a básník († 22. října 1995)
  - Leo Tindemans, belgický premiér († 26. prosince 2014)
- 17. dubna – Paul Smith, americký jazzový klavírista († 29. června 2013)
- 19. dubna – Erich Hartmann, německý nejúspěšnější stíhací pilot († 20. září 1993)
- 20. dubna – Ignác Bizmayer, slovenský keramik († 15. srpna 2019)
- 21. dubna
  - Alistair MacLean, britský spisovatel († 2. února 1987)
  - Mundell Lowe, americký jazzový kytarista a skladatel († 2. prosince 2017)
- 22. dubna – Charles Mingus, americký jazzový kontrabasista a skladatel († 5. ledna 1979)
- 25. dubna – Georges Cottier, švýcarský kardinál († 31. března 2016)
- 27. dubna – Jack Klugman, americký herec († 24. prosince 2012)
- 28. dubna – Klára Jarunková, slovenská spisovatelka († 11. července 2005)
- 29. dubna – Toots Thielemans, belgický jazzový hudebník († 22. srpna 2016)
- 1. května – Michel Cournot, francouzský spisovatel, žurnalista, scenárista, filmový režisér († 8. února 2007)
- 2. května – Serge Reggiani, francouzský herec a zpěvák († 23. července 2004)
- 4. května
  - King Fleming, americký jazzový klavírista († 1. dubna 2014)
  - Alex Randolph, americký tvůrce stolních her († 27. března 2004)
- 8. května
  - Bernardin Gantin, beninský kardinál († 13. května 2008)
  - Stephen Kim Sou-hwan, arcibiskup Soulu, kardinál († 15. února 2009)
- 12. května – Tibor Bártfay, slovenský sochař († 3. října 2015)
- 13. května – Ján Bystrický, slovenský geolog († 3. června 1986)
- 14. května – Franjo Tuđman, chorvatský prezident († 10. prosince 1999)
- 16. května – Eddie Bert, americký jazzový pozounista († 27. září 2012)
- 17. května – Michel de Certeau, francouzský kněz, sociolog, historik a filozof († 9. ledna 1986)
- 18. května
  - Kai Winding, americký jazzový pozounista a skladatel († 6. května 1983)
  - Seymour Martin Lipset, americký sociolog († 31. prosince 2006)
- 19. května – Dora Doll, francouzská herečka († 15. listopadu 2015)
- 21. května
  - Ján Bzdúch, slovenský herec († 8. dubna 2007)
  - Pio Laghi, italský kardinál († 11. ledna 2009)
- 22. května – Jacques Poitrenaud, francouzský filmový režisér a herec († 5. dubna 2005)
- 24. května – Sadao Bekku, japonský hudební skladatel († 12. ledna 2012)
- 26. května – Marian Reniak, polský spisovatel († 8. května 2004)
- 27. května – Christopher Lee, britský herec († 7. června 2015)
- 29. května – Iannis Xenakis, řecký hudební skladatel († 4. února 2001)
- 30. května – Hal Clement, americký spisovatel science fiction († 29. října 2003)
- 3. června – Alain Resnais, francouzský filmový režisér († 1. března 2014)
- 6. června
  - Jerzy Broszkiewicz, polský spisovatel a dramatik († 4. října 1993)
  - Pietro Lombardi, italský zápasník, olympionik († 5. října 2011)
- 7. června – Aleksander Krawczuk, historik a politik († 27. ledna 2023)
- 8. června – Ernst Gisel, švýcarský architekt a pedagog († 6. května 2021)
- 9. června – George Axelrod, americký spisovatel, scenárista, producent, režisér a herec († 21. června 2003)
- 10. června – Judy Garlandová, americká herečka a jazzová zpěvačka († 22. června 1969)
- 11. června
  - Erving Goffman, americký sociolog († 19. listopadu 1982)
  - Michalis Kakojannis, řecký filmový režisér († 25. července 2011)
- 12. června
  - Günter Behnisch, německý architekt († 12. července 2010)
  - Margherita Hacková, italská astrofyzička († 29. června 2013)
- 14. června
  - Ján Mathé, slovenský sochař († 5. června 2012)
  - Kevin Roche, americký architekt († 1. března 2019)
  - Lieselotte Düngel-Gillesová, německá spisovatelka knih pro děti a mládež
- 17. června – Lili Zografu, řecká spisovatelka a levicová politická aktivistka († 2. října 1998)
- 19. června – Aage Niels Bohr, dánský fyzik, nositel Nobelovy ceny († 8. září 2009)
- 25. června – Johnny Smith, americký jazzový kytarista († 12. června 2013)
- 26. června – Eleanor Parkerová, americká herečka († 9. prosince 2013)
- 27. června – Ferdinand Vrba, slovenský tenista a tenisový trenér († 8. listopadu 1991)
- 29. června – Mousey Alexander, americký jazzový hudebník († 9. října 1988)
- 30. června – Miron Białoszewski, polský básník, prozaik a dramatik († 17. června 1983)
- 4. července – Emile Zuckerkandl, americký evoluční biolog rakouského původu († 9. listopadu 2013)
- 5. července – Edwin Thompson Jaynes, americký matematik a fyzik († 30. dubna 1998)
- 7. července – Pierre Cardin, francouzský návrhář († 29. prosince 2020)
- 10. července – Petr Schulhoff, český režisér a scenárista († 4. května 1986)
- 12. července – Michael Ventris, anglický architekt a filolog († 6. září 1956)
- 13. července – Anker Jørgensen, dánský premiér († 20. března 2016)
- 14. července – Käbi Lareteiová, estonská klavíristka († 1. listopadu 2014)
- 15. července
  - Hana Ponická, slovenská prozaička († 21. srpna 2007)
  - Leon Max Lederman, americký fyzik, nositel Nobelovy ceny († 3. října 2018)
- 17. července – Danny Bank, americký jazzový saxofonista († 5. června 2010)
- 18. července
  - Thomas Samuel Kuhn, americký fyzik a filozof († 17. června 1996)
  - Georg Kreisler, všestranný slovesný, hudební a divadelní umělec († 22. listopadu 2011)
- 19. července – Al Haig, americký jazzový klavírista († 16. listopadu 1982)
- 21. července – Christian Alers, francouzský herec († 4. březen 2019)
- 22. července – Miluše Roubíčková, sklářská výtvarnice a designérka († 21. srpna 2015)
- 26. července
  - Albert Marenčin, slovenský spisovatel († 9. březen 2019)
  - Jason Robards, americký herec († 26. prosince 2000)
  - Blake Edwards, americký herec, scenárista a režisér († 15. prosince 2010)
  - Gilberto Agustoni, švýcarský kardinál († 13. ledna 2017)
- 28. července – Jacques Piccard, švýcarský podmořský výzkumník († 1. listopadu 2008)
- 29. července
  - Sven Tito Achen, dánský spisovatel a heraldik († 14. listopadu 1986)
  - Erich Hartmann, americký fotograf († 4. února 1999)
- 31. července – Lorenzo Antonetti, italský kardinál († 10. dubna 2013)
- 1. srpna – Maria Hawkins Ellington, americká jazzová zpěvačka († 10. července 2012)
- 4. srpna
  - Luis Aponte Martínez, portorický kardinál († 10. dubna 2012)
  - Janez Stanovnik, slovinský politik, právník a ekonom († 31. ledna 2020)
- 9. srpna – Philip Larkin, anglický básník, prozaik a jazzový kritik († 2. prosince 1985)
- 8. srpna – Károly Reich, maďarský malíř, grafik a ilustrátor († 7. září 1988)
- 10. srpna – Vladimír Mináč, slovenský spisovatel a politik († 25. října 1996)
- 18. srpna – Alain Robbe-Grillet, francouzský spisovatel, literární teoretik a filmový režisér († 18. února 2008)
- 23. srpna – Eevi Huttunenová, finská rychlobruslařka († 3. prosince 2015)
- 24. srpna
  - Howard Zinn, americký historik, socialista a anarchista († 27. ledna 2010)
  - Lennart Nilsson, švédský fotograf († 28. ledna 2017)
- 25. srpna – Gustavo Alatriste, mexický filmový producent, scenárista, herec a režisér († 22. července 2006)
- 27. srpna – Sósuke Uno, japonský premiér († 19. května 1998)
- 30. srpna – Regina Resnik, americká operní pěvkyně († 8. srpna 2013)
- 1. září
  - Vittorio Gassman, italský herec a režisér († 29. června 2000)
  - Mihajlo Mitrović, srbský architekt († 20. prosince 2018)
- 7. září – Manolis Glezos, řecký politik a publicista († 30. března 2020)
- 9. září – Hans Georg Dehmelt, americký fyzik, nositel Nobelovy ceny († 7. března 2017)
- 13. září – Yma Sumac, peruánská zpěvačka († 1. listopadu 2008)
- 15. září – Bob Anderson, anglický šermíř a filmový choreograf bojových scén († 1. ledna 2012)
- 17. září – António Agostinho Neto, prezident Angoly († 10. září 1979)
- 22. září –
  - Hosejn Alí Montazerí, íránský duchovní, teolog a filozof († 20. prosince 2009)
  - Wenceslaus Sarmiento, americký architekt († 24. listopadu 2013)
- 23. září – Roman Kaliský, spisovatel, dramatik, publicista a politik († 8. listopadu 2015)
- 25. září – Roger Etchegaray, francouzský kardinál († 4. září 2019)
- 27. září – Arthur Penn, americký režisér († 28. září 2010)
- 29. září – Esther Brandová, jihoafrická olympijská vítězka ve skoku do výšky († 20. června 2015)
- 30. září – Oscar Pettiford, americký jazzový kontrabasista († 8. září 1960)
- 1. října – Jang Čen-ning, americký fyzik čínského původu, nositel Nobelovy ceny
- 2. října – Hans Günther Mukarovsky, rakouský afrikanista († 29. listopadu 1992)
- 3. října – Anna Martvoňová, slovenská operní pěvkyně († 16. prosince 1990)
- 4. října – Gianna Beretta Molla, italská světice († 28. dubna 1962)
- 5. října – José Froilán González, argentinský automobilový závodník († 15. června 2013)
- 8. října – Nils Liedholm, švédský fotbalista († 5. listopadu 2007)
- 14. října – Zizinho, brazilský fotbalista († 8. února 2002)
- 15. října – Angelica Rozeanuová, rumunsko-izraelská hráčka stolního tenisu († 22. února 2006)
- 21. října – Peter Demetz, americký germanista, literární vědec, kritik, překladatel († 30. dubna 2024)
- 27. října
  - Carlos Andrés Pérez, venezuelský prezident († 25. prosince 2010)
  - Michel Galabru, francouzský herec († 4. ledna 2016)
- 28. října – Gershon Kingsley, americký hudební skladatel († 10. prosince 2019)
- 31. října – Illinois Jacquet, americký jazzový saxofonista († 22. července 2004)
- 3. listopadu – Anton Myrer, americký spisovatel († 19. ledna 1996)
- 4. listopadu – Norbert Auerbach, česko-americký filmový producent († 12. prosince 2009)
- 8. listopadu
  - Ademir Marques de Menezes, brazilský fotbalista († 11. května 1996)
  - Christiaan Barnard, jihoafrický chirurg, jako první provedl transplantaci srdce († 2. září 2001)
- 9. listopadu
  - Imre Lakatos, maďarsko-britský filozof vědy a matematiky († 2. února 1974)
  - László Bulcsú, chorvatský jazykovědec, spisovatel a překladatel († 4. ledna 2016)
- 11. listopadu – Kurt Vonnegut, americký spisovatel († 11. dubna 2007)
- 12. listopadu – Tadeusz Borowski, polský básník, prozaik a publicista († 3. července 1951)
- 14. listopadu – Butrus Butrus-Ghálí, šestý generální tajemník OSN († 16. února 2016)
- 15. listopadu – Francesco Rosi, italský filmový režisér († 10. ledna 2015)
- 16. listopadu – José Saramago, portugalský spisovatel, nositel Nobelovy ceny († 18. června 2010)
- 17. listopadu – Stanley Cohen, americký biochemik a biolog, nositel Nobelovy ceny († 5. února 2020)
- 23. listopadu
  - Joan Fuster, katalánský spisovatel († 21. června 1992)
  - Manuel Fraga Iribarne, španělský politik († 15. ledna 2012)
- 24. listopadu – Stanford R. Ovshinsky, americký vynálezce a vědec († 17. října 2012)
- 26. listopadu
  - Charles Schulz, americký tvůrce komiksů († 12. února 2000)
  - Gabo Zelenay, slovenský rozhlasový sportovní komentátor († 3. srpna 2003)
- 27. listopadu – Olle Mattson, švédský spisovatel († 3. srpna 2012)
- 1. prosince – Vsevolod Bobrov, sovětský hokejista a fotbalista († 1. července 1979)
- 3. prosince – Sven Nykvist, švédský kameraman († 20. září 2006)
- 4. prosince – Gérard Philipe, francouzský herec († 25. listopadu 1959)
- 5. prosince – Benjamin Creme, britský esoterik, spisovatel († 24. října 2016)
- 8. prosince – Lucian Freud, britský malíř († 20. července 2011)
- 8. prosince – Jean Ritchie, americká písničkářka († 1. června 2015)
- 14. prosince
  - Nikolaj Gennadijevič Basov, sovětský fyzik, nositel Nobelovy ceny († 1. července 2001)
  - Cecil Payne, americký jazzový saxofonista († 27. listopadu 2007)
  - Roy Schafer, americký psychoanalytik († 5. srpna 2018)
- 17. prosince – Elo Romančík, slovenský herec († 9. října 2012)
- 20. prosince – Tony Vaccaro, americký fotograf († 28. prosince 2022)
- 22. prosince – Alžběta Lucemburská, velkovévodkyně lucemburská († 22. listopadu 2011)
- 23. prosince – Micheline Ostermeyerová, francouzská olympijská vítězka ve vrhu koulí († 18. října 2001)
- 24. prosince
  - Ava Gardner, americká herečka († 25. ledna 1990)
  - Jonas Mekas, litevský filmový režisér a básník († 23. ledna 2019)
- 25. prosince – Fritz Fellner, rakouský historik († 23. srpna 2012)
- 28. prosince – Stan Lee, komiksový scenárista, redaktor, herec, producent († 12. listopadu 2018)
- 31. prosince – Darina Bancíková, slovenská evangelická farářka a spisovatelka († 30. července 1999)
- neznámé datum – Thomas Nathaniel Davies, velšský malíř († 1996)

## Úmrtí

### Česko

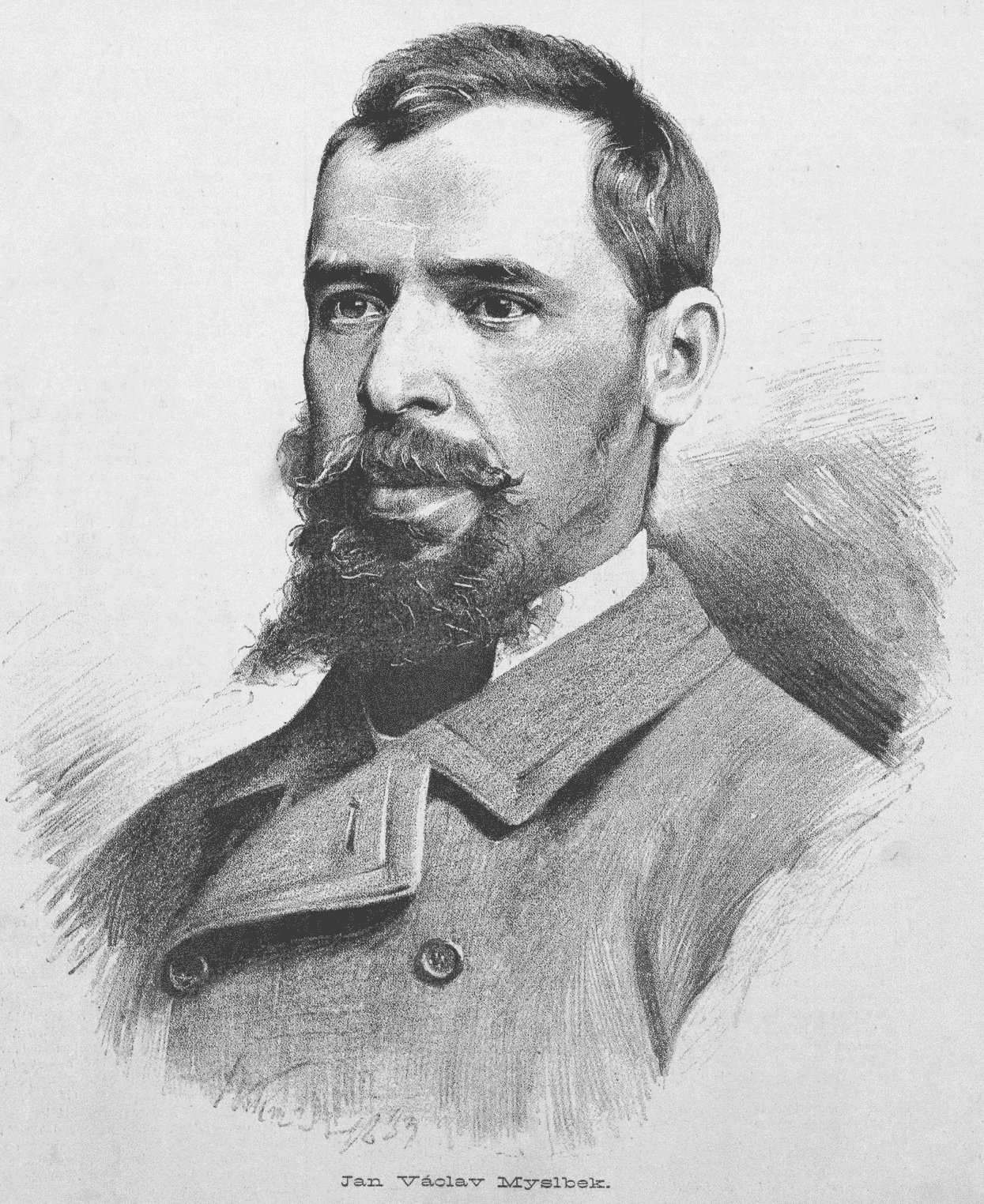
Josef Václav Myslbek († 2. června)

- 1. ledna – Miloš Čech, starokatolický kněz, bratr spisovatele Svatopluka Čecha (* 15. dubna 1855)
- 18. ledna – Ferdinand Pečírka, profesor dermatologie a venerologie (* 27. května 1859)
- 20. ledna – Ján Kliešek, československý politik (* 12. listopadu 1866)
- 23. ledna – Vincenc Strouhal, experimentální fyzik (* 10. dubna 1850)
- 16. února – Theodor Tomášek, dirigent a hudební skladatel (* 18. dubna 1840)
- 22. února – Viktor Beneš, architekt (* 19. srpna 1858)
- 10. března – Jan Hanuš Sitt, česko-německý houslista a violista, hudební skladatel a pedagog (* 21. září 1850)
- 12. března – Jaroslav Palliardi, archeolog (* 20. února 1861)
- 20. března – Karel Sokol, nacionalistický politik (* 5. října 1867)
- 24. března – Alfons Bohumil Šťastný, spisovatel a překladatel (* 30. července 1866)
- 12. dubna – František Ondříček, houslista a hudební skladatel (* 29. dubna 1857)
- 2. května – Karel Jonáš, československý politik (* 13. ledna 1865)
- 3. května – Eugen Kadeřávek, kněz, premonstrát, teolog a tomistický filozof (* 26. července 1840)
- 6. května – Vincenc Dvořák, český fyzik působící v Chorvatsku (* 21. ledna 1848)
- 31. května – Josef Ullmann, malíř, krajinář (* 13. června 1870)
- 2. června – Josef Václav Myslbek, sochař (* 20. června 1848)
- 14. června – Gustav Schreiner, předlitavský politik pocházející z Čech (* 11. června 1847)
- 12. července – Jan Říha, pomolog a šlechtitel (* 7. července 1853)
- 23. července – Alois Sedláček, herec (* 11. prosince 1852)
- 1. srpna – Václav Juda Novotný, hudební spisovatel a skladatel (* 17. září 1849)
- 3. srpna
  - Miloš Antonín Záruba, československý politik (* 30. ledna 1875)
  - Matyáš Lerch, matematik (* 20. února 1860)
- 13. srpna – Josef Sylvestr Vaněček, matematik (* 7. března 1848)
- 14. srpna – Jindřich Fleischner, sociální pracovník a překladatel (* ? 1879)
- 2. září – Servác Heller, novinář, spisovatel a politik (* 13. května 1845)
- 7. září – Baruch Placzek, brněnský rabín (* 5. října 1834)
- 9. září – Hana Benoniová, herečka (* 26. listopadu 1868)
- 13. září – Karel Mašek, spisovatel, dramatik a novinář (* 29. prosince 1867)
- 15. září – Matěj Norbert Vaněček, matematik a pedagog (* 30. ledna 1859)
- 27. října – Franz Martin Schindler, rakouský teolog a politik pocházející z Čech (* 25. ledna 1847)
- 1. listopadu – Šimon Wels, obchodník a spisovatel (* 20. dubna 1853)
- 15. listopadu – Oldřich Seykora, novinář a spisovatel (* 2. března 1857)
- 25. listopadu – Heinrich Fritsch, československý politik německé národnosti (* 1859)
- 7. prosince – Karel Vrba, mineralog, rektor Univerzity Karlovy, politik (* 10. listopadu 1845)
- 17. prosince – Antonín Kalina, politik a diplomat (* 15. června 1870)

### Svět

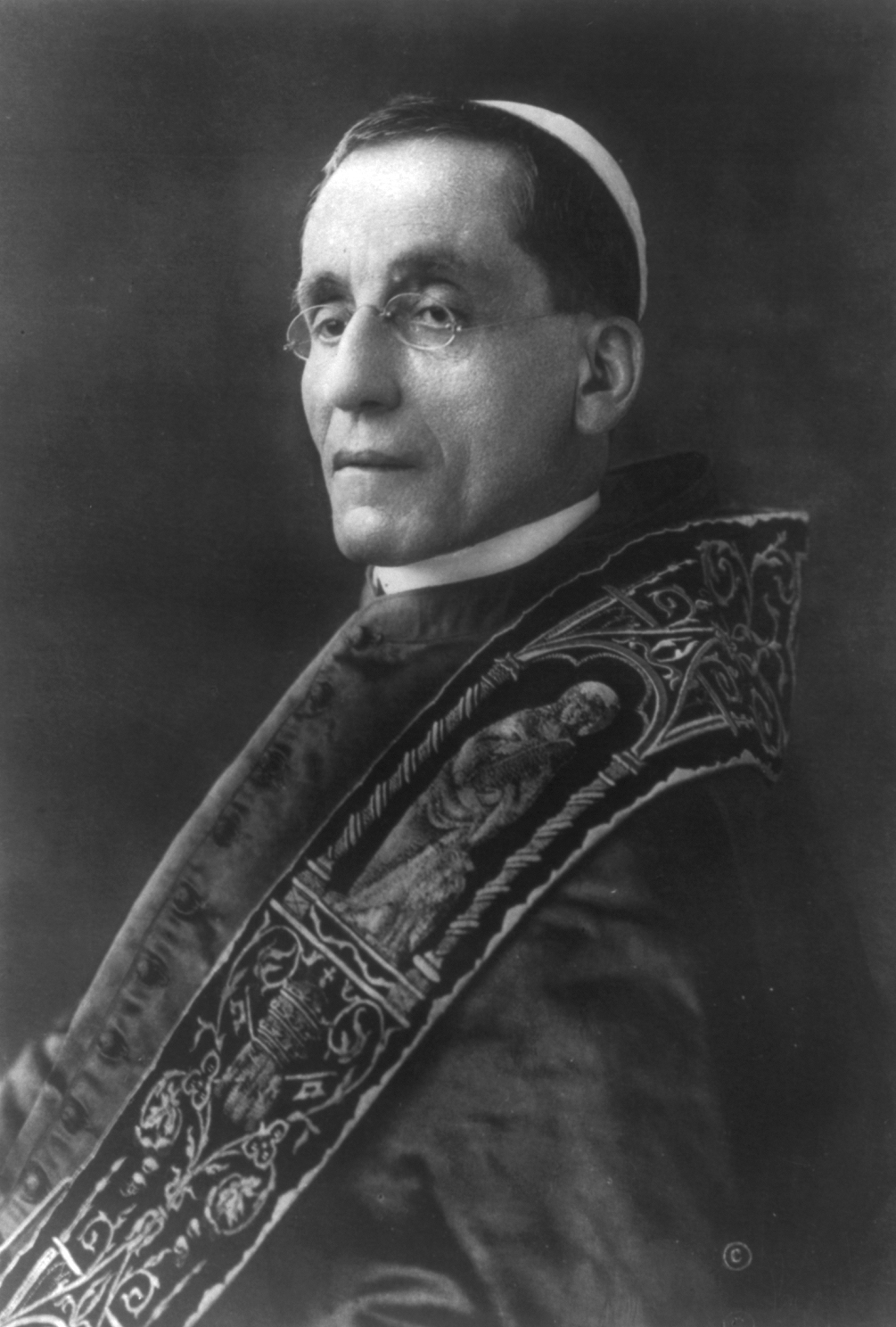
Benedikt XV. († 22. ledna)

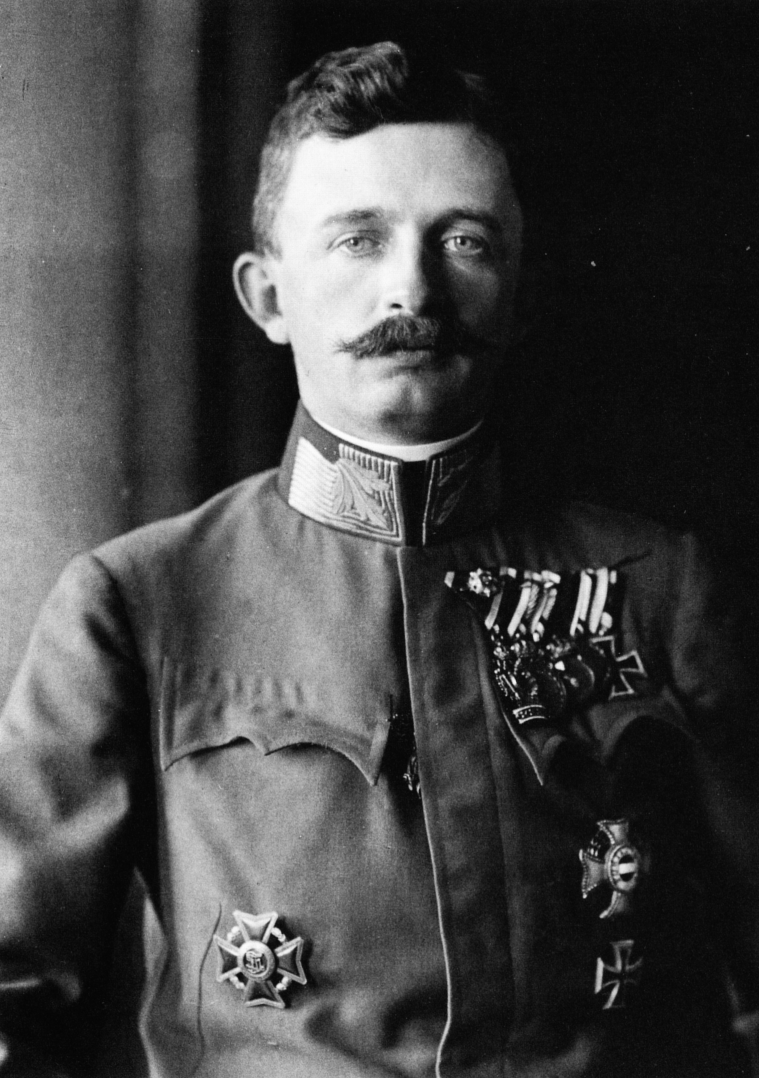
Karel I. († 1. dubna)

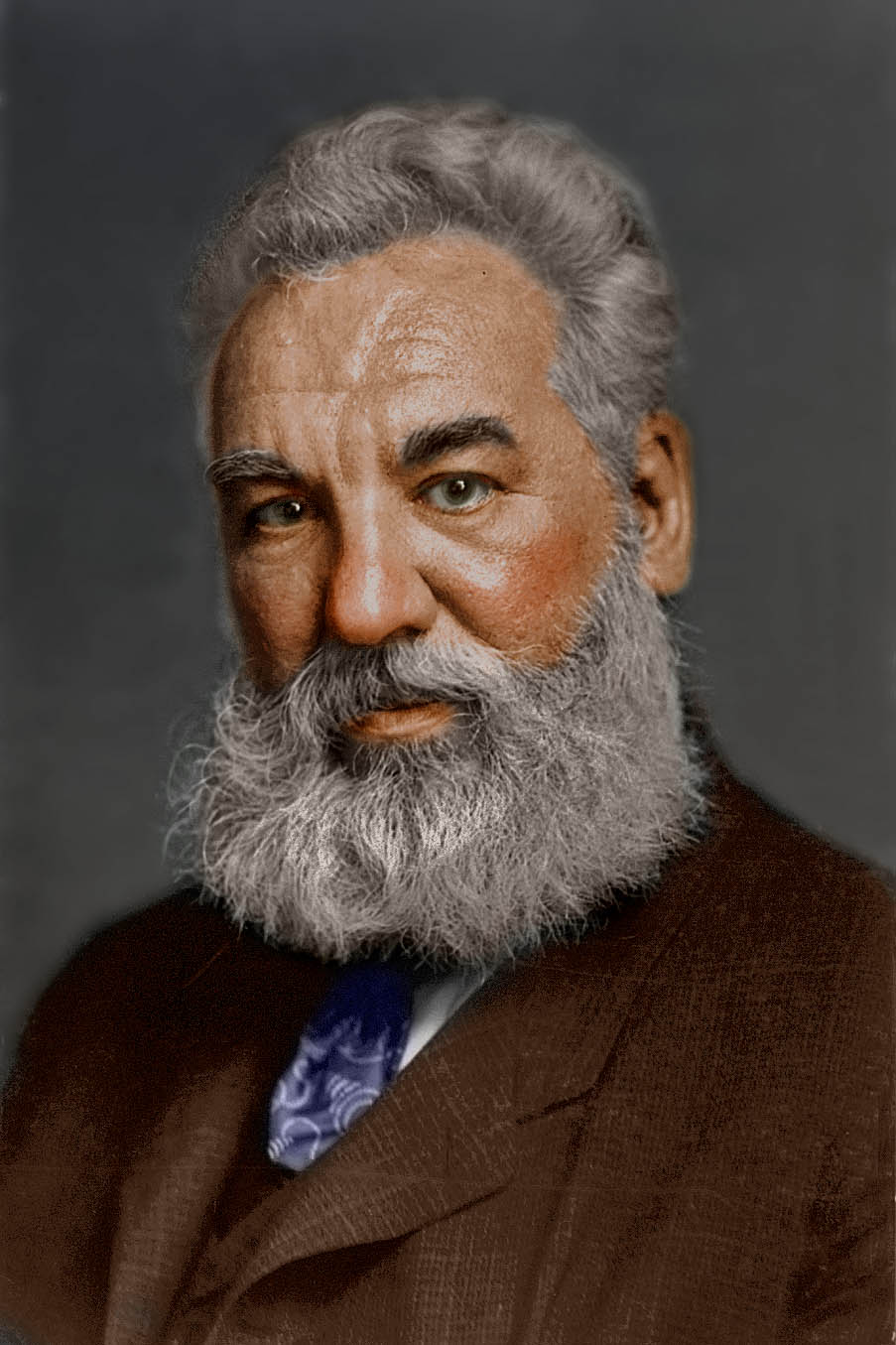
Alexander Graham Bell († 2. srpna)

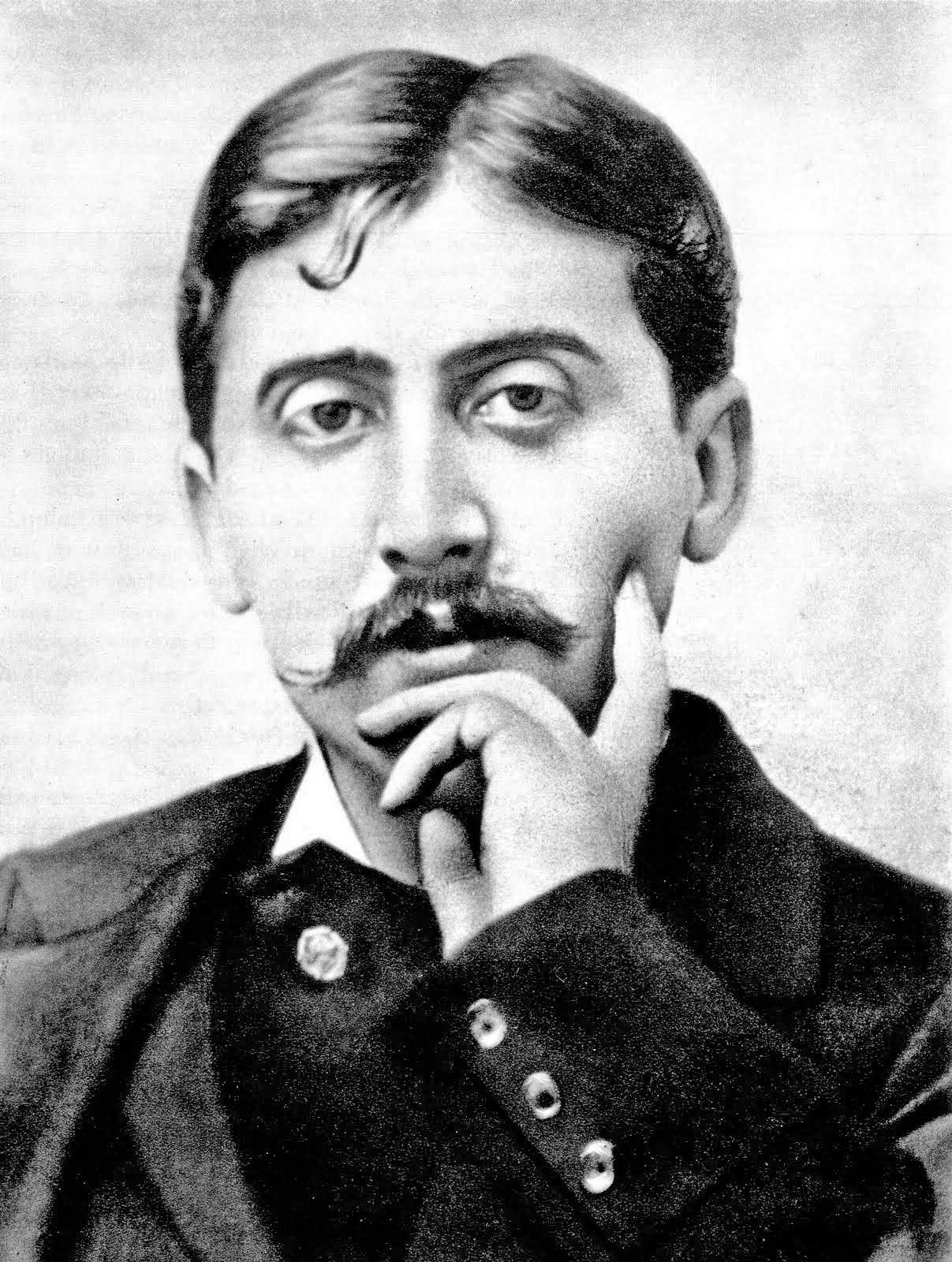
Marcel Proust († 18. listopadu)

- 3. ledna – Wilhelm Voigt, německý švec, který se proslavil jako Hejtman z Kopníku (* 13. února 1849)
- 5. ledna – Ernest Henry Shackleton, polární badatel irského původu (* 15. února 1874)
- 14. ledna – Pavle Jurišić Šturm, srbský generál (* 22. srpna 1848)
- 22. ledna
  - Benedikt XV., 258. papež (* 21. listopadu 1854)
  - James Bryce, britský politik a diplomat (* 10. května 1838)
  - Fredrik Bajer, dánský spisovatel, nositel Nobelovy ceny (* 21. dubna 1837)
  - Camille Jordan, francouzský matematik (* 5. ledna 1838)
- 23. ledna – Arthur Nikisch, maďarský dirigent (* 12. října 1855)
- 26. ledna – Ernest Marie Louis Bedel, francouzský entomolog (* 16. května 1849)
- 27. ledna
  - Giovanni Verga, italský spisovatel a fotograf (* 2. září 1840)
  - Nellie Bly, americká novinářka, spisovatelka, podnikatelka a charitativní pracovnice (* 5. května 1864)
  - Johann Nepomuk Wilczek, rakouský polární průzkumník a mecenáš umění (* 7. prosince 1837)
- 28. ledna – Elizabeth Jane Gardnerová, francouzská malířka (* 4. října 1837)
- 7. února – Guillermo de Osma y Scull, španělský diplomat, archeolog a politik (* 24. ledna 1853)
- 14. února – Jules Robuchon, francouzský sochař a fotograf (* 30. října 1840)
- 15. února – Kateřina Dolgorukovová, milenka a později manželka ruského cara Alexandra II. (* 14. listopadu 1847)
- 22. února – Aharon David Gordon, sionistický aktivista a teoretik (* 9. června 1856)
- 25. února – Henri Landru, francouzský sériový vrah (* 12. dubna 1869)
- 7. března – Axel Thue, norský matematik (* 19. února 1863)
- 28. března – Vladimir Dmitrijevič Nabokov, ruský politik a novinář (* 15. července 1870)
- 1. dubna
  - Hermann Rorschach, švýcarský psycholog a psychiatr (* 8. listopadu 1884)
  - Karel I., císař rakouský (* 17. srpna 1887)
- 8. dubna – Erich von Falkenhayn pruský politik a voják, náčelník generálního štábu za 1. světové války na straně Dohody. (* 11. listopad 1861)
- 16. dubna – Ferdinand von Scholz, generálmajor rakousko-uherské armády (* 11. prosince 1856)
- 21. dubna – Alessandro Moreschi, italský zpěvák-kastrát (* 11. listopadu 1858)
- 23. dubna – Vlaho Bukovac, chorvatský malíř (* 4. července 1855)
- 28. dubna – Paul Deschanel, francouzský prezident (* 13. února 1855)
- 2. května – Eugen Ehrlich, rakouský právník, zakladatel sociologie práva (* 14. září 1862)
- 8. května – Otto Hieronimus, rakouský konstruktér automobilů a motorů, pilot a automobilový závodník (* 26. července 1879)
- 16. května
  - Johanna Buska, německá herečka (* 24. května 1848)
  - Rudolf Montecuccoli, rakousko-uherský admirál (* 22. února 1843)
- 17. května – Georg von Hauberrisser, německý architekt (* 19. března 1841)
- 18. května – Alphonse Laveran, francouzský lékař, nositel Nobelovy ceny (* 18. června 1845)
- 19. května – Son Pjong-hui, vůdcem korejské náboženské sekty Tonghak (* 8. dubna 1861)
- 4. června – Hermann Diels, německý klasický filolog, historik dějin filozofie (* 18. května 1848)
- 6. června – Karl von Giovanelli, předlitavský soudce a politik (* 28. října 1847)
- 18. června – Jacobus Kapteyn, nizozemský astronom (* 19. ledna 1851)
- 20. června – Vittorio Monti, italský skladatel, houslista a dirigent (* 6. ledna 1868)
- 24. června – Walther Rathenau, německý ministr zahraničí zahynul při atentátu (* 1867)
- 28. června – Velemir Chlebnikov, ruský básník a dramatik (* 9. listopadu 1885)
- 5. července – Carl Großmann, německý sériový vrah (* 13. prosince 1863)
- 6. července – Maria Teresa Ledóchowska, polská misionářka (* 29. dubna 1863)
- 12. července – John Moresby, britský námořní důstojník (* 15. března 1830)
- 14. července – Simon Ter-Petrosjan, gruzínský bolševik (* 27. května 1882)
- 20. července – Andrej Markov, ruský matematik (* 14. června 1856)
- 21. července – Džamal Paša, osmanský vojenský vůdce (* 6. května 1872)
- 2. srpna – Alexander Graham Bell, vynálezce telefonu (* 3. března 1847)
- 4. srpna
  - Enver Paša, turecký generál a politik (* 22. listopadu 1881)
  - Nikolaj Ivanovič Něbogatov, kontradmirál ruského carského námořnictva (* 20. dubna 1849)
- 19. srpna – Felipe Pedrell, španělský hudební skladatel (* 19. února 1841)
- 22. srpna – Michael Collins, irský politik a revolucionář, jeden ze zakladatelů IRA (* 16. října 1890)
- 28. srpna – Gaston Orleánský, hrabě z Eu, francouzský a brazilský princ z dynastie Bourbon-Orléans (* 28. dubna 1842)
- 29. srpna – Georges Sorel, francouzský filozof (* 2. listopadu 1847)
- 7. září – Léonce Girardot, francouzský automobilový závodník (* 30. dubna 1864)
- 8. září – Léon Bonnat, francouzský malíř (* 20. června 1833)
- 7. října – Emil Chertek, předlitavský státní úředník a politik (* 1835)
- 12. října – Victor von Röll, předlitavský státní úředník a politik (* 23. května 1853)
- 20. října – István Burián, ministr zahraničí Rakouska-Uherska (* 16. ledna 1851)
- 30. října – Géza Gárdonyi, maďarský spisovatel (* 3. srpna 1863)
- 14. listopadu – Rudolf Kjellén, švédský geopolitik (* 13. června 1864)
- 16. listopadu – Max Abraham, německý fyzik (* 26. března 1875)
- 18. listopadu – Marcel Proust, francouzský spisovatel (* 10. července 1871)
- 16. prosince
  - Gabriel Narutowicz, polský prezident (* 17. března 1865)
  - Eli'ezer Ben Jehuda, izraelský jazykovědec (* 7. ledna 1858)
- 12. prosince – John Wanamaker, americký podnikatel a politik (* 11. července 1838)
- 30. prosince – Gaston Bonnier, francouzský botanik (* 9. dubna 1853)
- neznámé datum – William Gullick, australský vydavatel a fotograf (* 1858)

## Hlava státu
- Austrálie – předseda vlády William M. Hughes
- Československo – Tomáš Garrigue Masaryk
- Francie – Aristide Briand, vystřídal Raymond Poincaré
- Kanada – předseda vlády W. L. Mackenzie
- Německo – Joseph Wirth, vystřídal Wilhelm Cuno
- Polsko – Gabriel Narutowicz, Maciej Rataj, Stanisław Wojciechowski
- USA – Warren G. Harding
- Rusko / Sovětský svaz – Vladimir Iljič Lenin
- Litva – Aleksandras Stulginskis
- Japonsko – Císař Taišó